# Strip club
Um strip club ou clube de striptease é um estabelecimento onde strippers oferecem entretenimento adulto, predominantemente na forma de striptease ou de outras dança eróticas. Os strip clubs geralmente adotam um estilo de clube noturno ou de bar, podendo também assumir um formato semelhante a um teatro ou a um cabaré. Os strip clubs de estilo americano começaram a aparecer fora da América do Norte após a Segunda Guerra Mundial, chegando à Ásia no final dos anos 1980 e à Europa em 1978, onde competiram com os estilos locais de striptease e apresentações eróticas em inglês e francês.
Desde 2005, o tamanho da indústria global de strip clubs foi estimada em US$75 bilhões. Em 2019, o tamanho da indústria de strip clubs dos Estados Unidos foi estimado em US$8 bilhões, gerando 19% da receita bruta total no entretenimento adulto legal. Registros de SEC filings e dos controles estaduais de bebidas alcoólicas disponíveis à época indicavam que havia pelo menos 3.862 strip clubs nos Estados Unidos, e desde então o número de clubes no país cresceu. A lucratividade dos strip clubs, assim como a de outros negócios orientados a serviços, é amplamente determinada pela localização e pelos hábitos de consumo dos clientes. Quanto melhor equipado for um clube – em termos de qualidade das instalações, equipamentos, mobiliário e outros elementos –, maior a probabilidade de os clientes encontrarem taxas de entrada e cobranças por recursos premium, como salas VIP.

## História

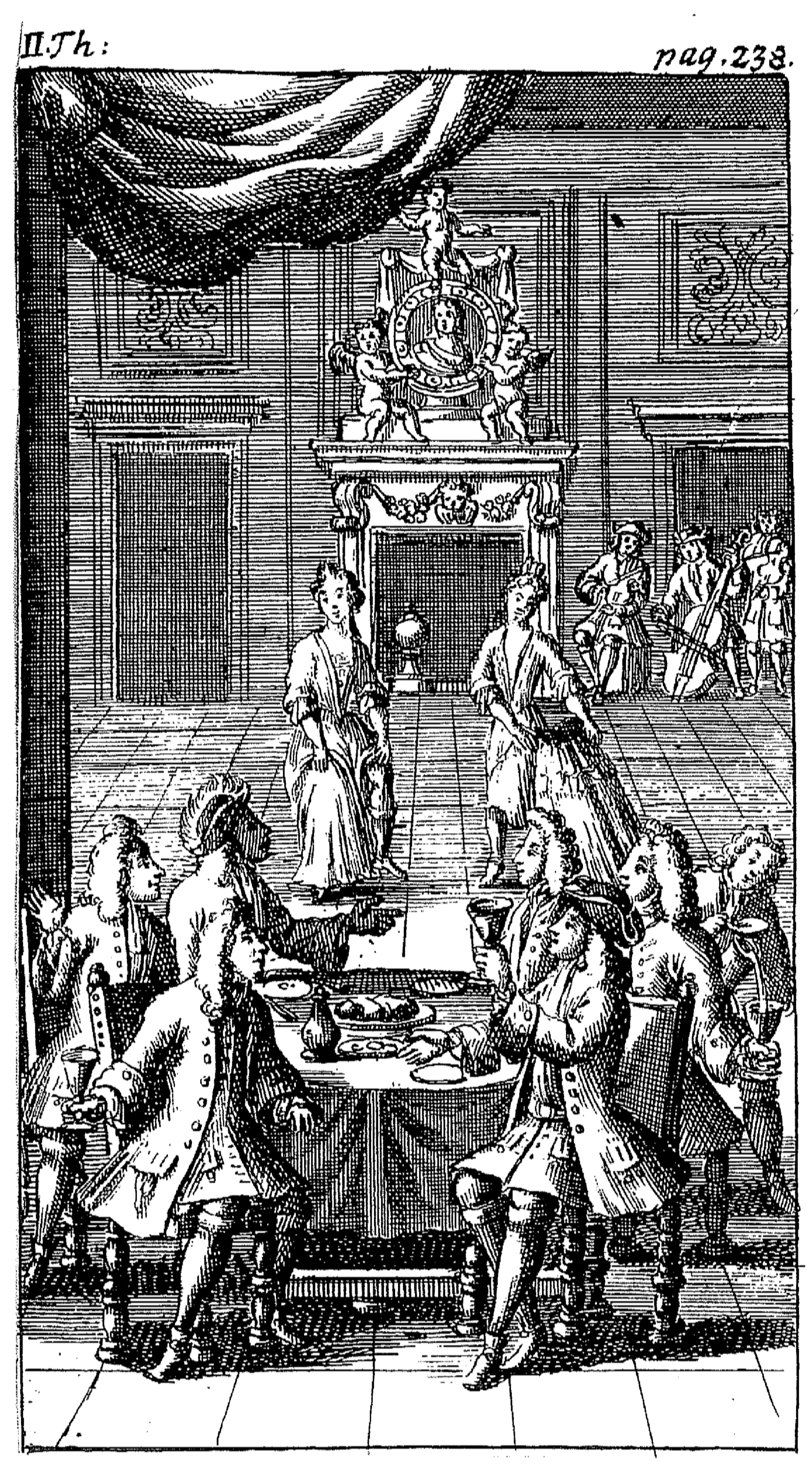
Representação de 1720 de um evento de striptease em La Guerre D'Espagne

O termo "striptease" foi registrado pela primeira vez em 1938, embora o ato de "stripping", no sentido de mulheres retirando suas roupas para excitar sexualmente os homens, pareça remontar a pelo menos 400 anos. Por exemplo, na comédia de Thomas Otway The Soldier's Fortune (1681) um personagem declara: "Certifique-se de que sejam meretrizes lascivas, bêbadas, stripping". A combinação com música parece ser igualmente antiga. Uma descrição e visualização conclusiva pode ser encontrada na tradução alemã de 1720 do francês La Guerre D'Espagne (Colônia: Pierre Marteau, 1707), onde uma festa galant de altos aristocratas e cantores de ópera recorre a um pequeno château para se entreter com caçadas, jogos e música ao longo de três dias:
Outras possíveis influências no stripping moderno foram as danças dos Ghawazee, “descobertas” e exploradas pelos colonizadores franceses no Norte da África do século XIX e no Egito. A dança da abelha erótica, realizada por uma mulher conhecida como Kuchuk Hanem, foi testemunhada e descrita pelo romancista francês Gustave Flaubert. Nesta dança, a artista se despia enquanto procurava por uma abelha imaginária presa em suas vestes. É provável que as mulheres que realizavam essas danças não o fizessem em um contexto indígena, mas sim como resposta ao clima comercial para esse tipo de entretenimento.
A dança do ventre do Oriente Médio, também conhecida como dança oriental, foi popularizada nos Estados Unidos após sua introdução no Midway na Feira Mundial de 1893 em Chicago por uma dançarina conhecida como Little Egypt.

### Tradição europeia
Na França, durante o final do século XIX, espetáculos parisienses como o Moulin Rouge e as Folies Bergère apresentavam mulheres atraentes e pouco vestidas realizando danças e tableaux vivants. Nesse ambiente, um ato que apresentava uma mulher retirando lentamente suas roupas em busca inútil de uma pulga rastejante foi visto em 1895 e possivelmente filmado em 1897 pela primeira diretora, Alice Guy. Essa rotina, Le coucher d'Yvette, inspirou atos “franceses” em teatros e bordéis em outras partes do mundo, sendo vista em Nova York já em 1878. O primeiro ato público de striptease nos tempos modernos é atribuído ao teatro parisiense de 1894.
Em 1905, a dançarina holandesa Mata Hari, posteriormente executada como espiã pelas autoridades francesas durante a Primeira Guerra Mundial, foi um sucesso da noite para o dia após a estreia de seu ato no Musée Guimet. O segmento mais celebrado de seu ato foi o despir progressivo de suas roupas até que ela vestisse apenas um sutiã cravejado de joias e alguns adornos em seus braços e cabeça. Outro desempenho marcante foi a aparição no Moulin Rouge, em 1907, de uma atriz chamada Germaine Aymos, que entrou vestida apenas com três conchas muito pequenas. Na década de 1930, a famosa Josephine Baker dançou semi-nua na danse sauvage nas Folies, e outras apresentações similares eram oferecidas no Tabarin. Esses espetáculos eram notáveis por sua coreografia sofisticada e por frequentemente vestirem as artistas com paetês brilhantes e penas. Na década de 1960, apresentações "totalmente nuas" eram realizadas em locais como o Le Crazy Horse Saloon.

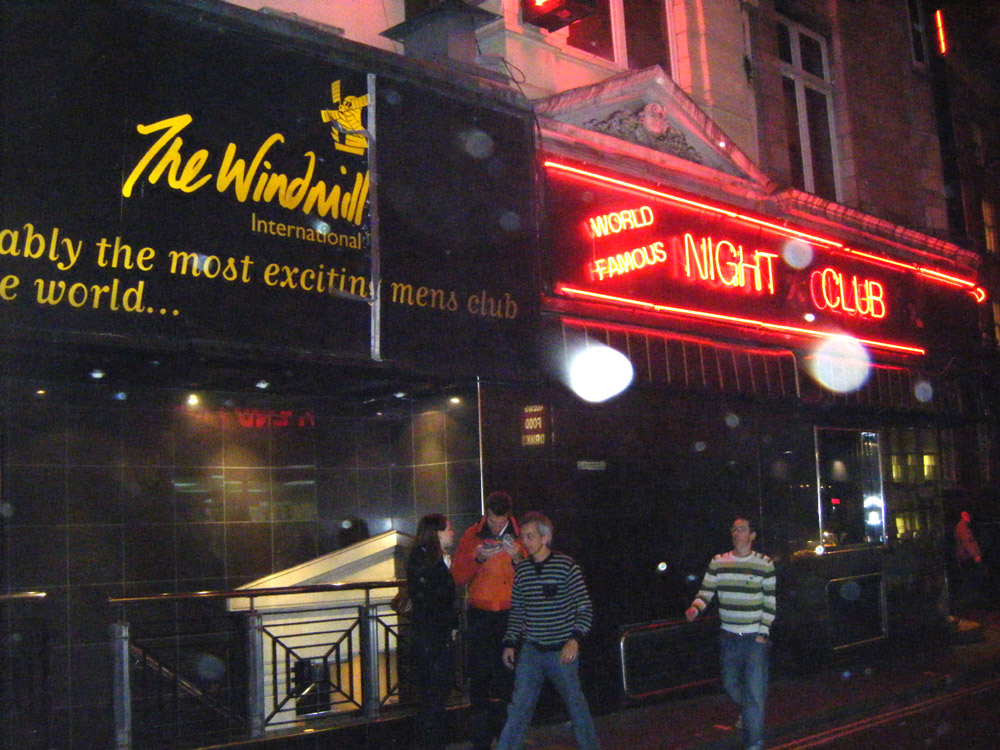
Exterior do teatro Windmill em Westminster

Na Grã-Bretanha, na década de 1930, Laura Henderson começou a apresentar shows nus no Windmill Theatre em Londres. Naquela época, a lei britânica proibia que garotas nuas se movessem. Para contornar essa proibição, as modelos apareciam em tableaux vivants estáticos. As “meninas do Windmill” também fizeram turnê por outros teatros de Londres e regionais, às vezes utilizando dispositivos engenhosos, como cordas giratórias para mover seus corpos – mas, estritamente falando, permanecendo dentro da letra da lei, não se movendo por própria vontade. Outro exemplo de como os shows se mantinham dentro da lei foi a dança do leque, na qual o corpo nu de uma dançarina era ocultado por seus leques e os de suas acompanhantes, até o final de seu ato, quando ela posava nua por um breve período enquanto permanecia imóvel.
Em 1942, Phyllis Dixey formou sua própria companhia de garotas e alugou o Whitehall Theatre em Londres para apresentar uma revista intitulada The Whitehall Follies. Na década de 1950, os shows itinerantes de striptease foram utilizados para atrair público aos salões de música em declínio. Paul Raymond iniciou seus shows itinerantes em 1951 e, posteriormente, alugou o Doric Ballroom em Soho, inaugurando seu clube privado para membros, o Raymond Revuebar, em 1958. Este foi o primeiro clube privado de striptease para membros na Grã-Bretanha.
Mudanças na lei na década de 1960 provocaram um boom de strip clubs em Soho com danças "totalmente nuas" e participação ativa do público. Pubs também passaram a ser utilizados como locais, especialmente no East End, com uma concentração desses estabelecimentos no distrito de Shoreditch. Esse tipo de striptease em pubs parece ter evoluído principalmente a partir do go-go dancing sem sutiã. Embora frequentemente alvo de assédio pelas autoridades locais, alguns desses pubs sobrevivem até hoje. Um costume nesses pubs é que as strippers circulam e recolhem dinheiro dos clientes em um balde de cerveja antes de cada apresentação individual. Esse costume parece ter se originado no final dos anos 1970, quando dançarinas go-go sem sutiã começaram a coletar o valor como taxa para se apresentarem "totalmente nuas". Danças privadas de natureza mais ousada às vezes estão disponíveis em uma área separada do pub.

### Tradição americana

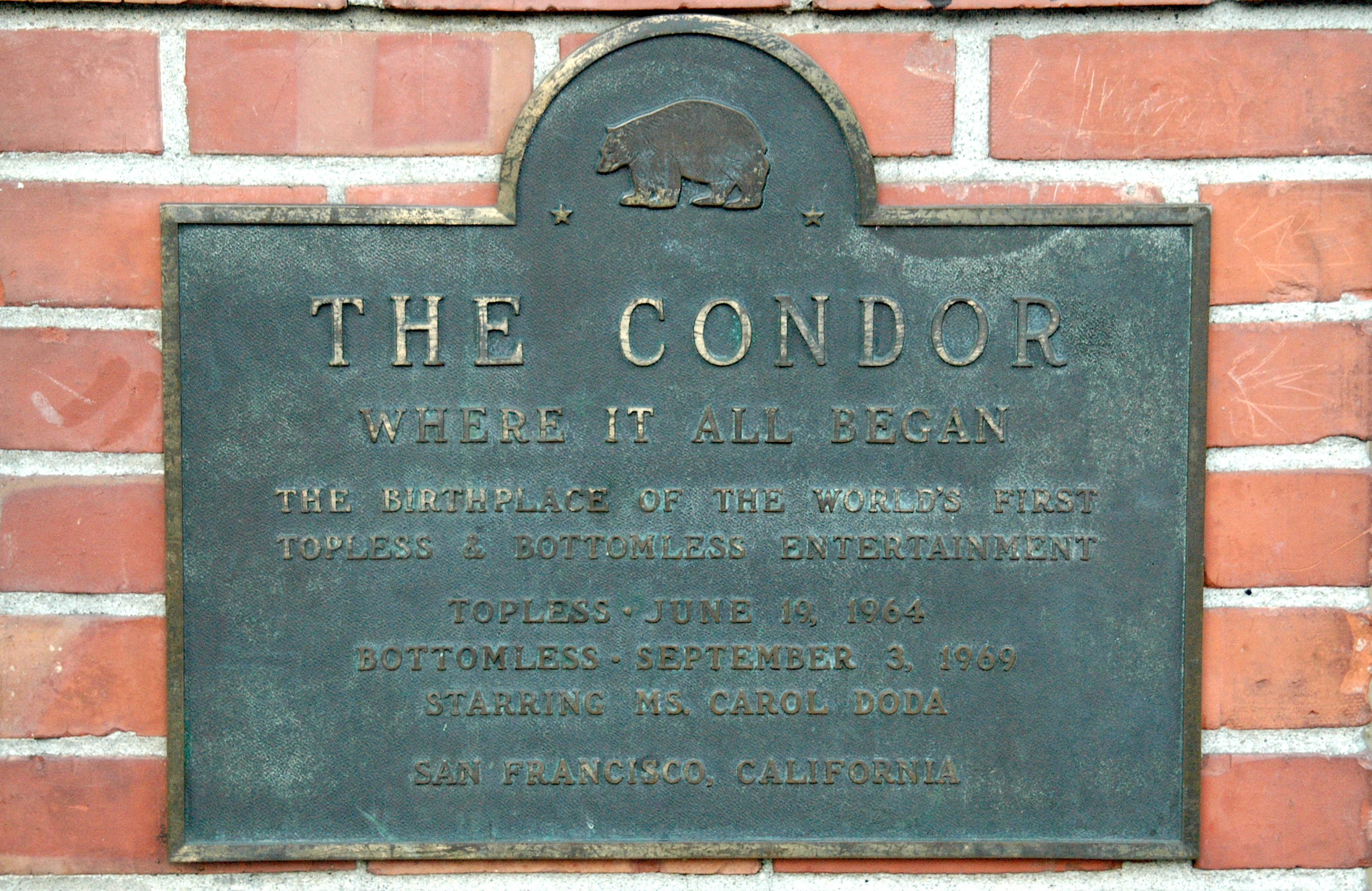
Marcador histórico no Condor Club original em San Francisco, California. Atualmente, o clube pertence à Deja Vu.

Nos Estados Unidos, o striptease teve início em carnaval itinerante e teatros de burlesque americanos, contando com strippers famosas como Gypsy Rose Lee e Sally Rand. O vaudeville e o trapezista encantado já realizavam um ato de "despir" no palco, desde 1896, o qual foi registrado no filme de Edison de 1901, intitulado Trapeze Disrobing Act. Outro marco no striptease americano moderno foi o, possivelmente lendário, show no Minsky's Burlesque em abril de 1925: The Night They Raided Minsky's. Os irmãos Minsky levaram o burlesque para a 42nd Street de Nova York. Contudo, os teatros de burlesque foram proibidos de realizar apresentações de striptease em 1937, por uma decisão judicial, levando ao declínio posterior desses "grindhouses" (nomeados a partir do entretenimento de bump 'n grind oferecido) para locais de cinema de exploração. O conceito de "strippers", como conhecemos hoje, com a dança no pole, foi popularizado nos Estados Unidos em 1972. British Columbia seguiu o exemplo por volta de 1978.
As proibições generalizadas ao striptease influenciaram diretamente a criação do clip joint de strip e da dançarina exótica, tal como conhecemos hoje. Proibições ainda existem – aplicadas agora, principalmente, a nível municipal. O striptease de estilo americano começou a aparecer fora da América do Norte na era pós-Segunda Guerra Mundial e atualmente é praticado em todo o mundo.
A década de 1960 presenciou um renascimento do striptease na forma de danças go-go sem sutiã. Embora a dança sem sutiã tenha sido proibida em certas partes do país, similarmente às proibições ao striptease, ela eventualmente se fundiu com a tradicional dança burlesca. Carol Doda, do Condor Night Club na área de North Beach de San Francisco, é creditada como a primeira dançarina go-go sem sutiã. O clube foi inaugurado em 1964 e a première do seu show sem sutiã ocorreu na noite de 19 de junho daquele ano. A grande placa iluminada em frente ao clube exibia uma foto dela com luzes vermelhas em seus seios. Em 3 de setembro de 1969, o clube passou a ser "bottomless", iniciando a tendência de nudez completa explícita na dança de striptease americana. Foi o estilo de dança de Doda que impulsionou a transição do striptease para o stripping.
San Francisco é também o local do notório Mitchell Brothers O'Farrell Theatre. Originalmente um cinema classificação X, este strip club foi pioneiro no dança de colo em 1970, e foi uma força importante na popularização deste recurso em strip clubs a nível nacional e, eventualmente, mundial. Um desenvolvimento adicional na tradição americana ocorreu com o surgimento de "gentlemen's clubs" de alto padrão no início dos anos 1990, em grandes cidades como Nova York. O Scores New York foi o primeiro grande gentlemen's club, com "um interior deslumbrante, comida e bebidas de alto padrão e, claro, mulheres incrivelmente belas em vestidos sensuais. Antes disso, o entretenimento adulto ao vivo em Nova York consistia em grande parte de locais de peep show de má reputação", segundo o veterano da indústria adulta Joe Diamond. O Lusty Lady de San Francisco ficou conhecido nas décadas de 1990 e início dos anos 2000 como o primeiro strip club do mundo a se sindicalizar com sucesso e o primeiro a se tornar uma cooperativa de trabalhadores.

### Tradição asiática
O termo japonês para strip club, nūdo gekijo, significa literalmente "teatro nu". Um termo mais antigo era "sutorippu gekijo". O striptease de estilo americano tornou-se popular no Japão durante a ocupação pelos EUA após o fim da Segunda Guerra Mundial (1945–1952). Algumas garotas optaram por se despir em teatros como alternativa à prostituição.
Quando o empreendedor Shigeo Ozaki viu Gypsy Rose Lee se apresentar, iniciou sua própria revista de striptease no bairro de Shinjuku em Tóquio. O Teitoza foi o primeiro clube a ser inaugurado em Shinjuku, em 15 de janeiro de 1947. O primeiro ato foi intitulado "O Nascimento de Vênus". Cada apresentação durava quinze segundos e era modesta pelos padrões atuais, incorporando véus, calcinhas e um sutiã que cobria grande parte do que seria exibido hoje. A artista no palco permanecia em uma pose estática, similar aos shows realizados na Grã-Bretanha. O show foi realizado até agosto de 1948. Os teatros em Asakusa apresentavam exibições totalmente nuas, também sem movimento ou striptease. À medida que esse estilo de teatro se espalhou, a remoção de roupas no palco passou a fazer parte do ato.
Com o tempo, à medida que os regulamentos foram afrouxados, desenvolveram-se variados atos, com shows apresentando uma diversidade de movimentos – como tomar banho em uma banheira externa. Uma das variantes mais famosas consistia em fornecer lupas ao público para uma visão ampliada.
Durante a década de 1950, os "strip shows" japoneses tornaram-se mais sexualmente explícitos e menos voltados à dança, até que eventualmente passaram a ser simplesmente live sex shows. Os strip shows em Tóquio nesse período permaneciam discretos, mas cidades como Osaka e Kyoto estavam levando a arte do striptease a novos patamares no Japão. Em 1956, Osaka tornou-se a primeira cidade do Japão a exibir pelos pubianos durante um strip show. Dotonbori é um conhecido distrito da luz vermelha em Osaka, Japão, que há centenas de anos apresenta teatros de entretenimento e prostituição. Os strip clubs atuais são a última encarnação dessas tentações.
Os peeping clubs, que apresentam salas para espiar (nozokibeya), são estabelecimentos semelhantes aos peep shows ocidentais. Os clientes nesses estabelecimentos observam uma modelo através de um orifício de suas cabines privadas e, em seguida, pagam para vê-la se despir, posar e masturbar-se. O distrito Kabukichō, Tokyo – uma área de luz vermelha em Tóquio – contava com 13 nozoki-beya no início dos anos 1980. A indústria do sexo tornou-se tão penetrante na Ásia que, na década de 1990, Kabukichō foi descrito como um "labirinto de peep shows, strip clubs e salões de massagem", e Bangkok, Thailand adquiriu a reputação de capital mundial do sexo.

## Entretenimento e serviços

### Ofertas do clube
Os strip clubs de estilo americano são frequentemente estruturados como clube noturnos ou bar. Estabelecimentos de alto padrão são comumente referidos como "gentlemen's clubs", completos com recursos e serviços de luxo. Competidores de mercado mais populares podem ser conhecidos por vários nomes, tais como titty bars, rippers, peelers, skin bars, girly bars, nudie bars, bikini bars ou go-go bars.
Independentemente do tamanho, nome ou localização, os strip clubs podem ser de nudez completa, topless ou de biquíni. Onde oferecido:
- Rotinas de nudez completa – A artista se apresenta totalmente nua ao final da performance.
- Topless – A parte superior do corpo da artista permanece exposta, mas a área genital permanece coberta durante a apresentação.
- Biquíni – Os seios e a área genital da artista permanecem cobertos, conforme na dança go-go.

Para qualquer um dos três tipos de clube, há exceções baseadas na dançarina individual e na administração. O uso de pasties pode alterar a interpretação legal sobre se uma performance é considerada topless ou não e se um negócio com orientação sexual é, de fato, tal.
Um clube também pode contratar ou transmitir outras formas de entretenimento além do striptease (como eventos de pay-per-view), obtendo receita por meio de taxas premium. Alguns clubes expandiram seus serviços para incluir bate-papo e transmissões via internet, com feeds de vídeo ao vivo. Além desse entretenimento mais passivo, algumas dançarinas oferecem serviços adicionais, como lap dances ou sessões em salas de champanhe, mediante taxa fixa em vez de gorjetas. Essa taxa normalmente inclui um valor fixo pelo uso da sala, por um período determinado. Os lap dances também podem ser oferecidos durante sessões de modelagem com lingerie. Durante um lap dance, a artista se apresenta ao redor e sobre a coxa do cliente, que permanece vestido, numa tentativa de excitá-lo ou, no caso de "extras" com contato durante o grinding, de levá-lo ao clímax. Em muitas localidades, o toque nas dançarinas não é permitido; contudo, algumas artistas e clubes autorizam o contato durante as danças privadas. Em algumas partes dos Estados Unidos, leis proíbem a exposição dos mamilos femininos; assim, as dançarinas devem cobri-los com pasties para cumprir a legislação. Tais clubes são conhecidos como pastie clubs.

#### Strip-tease
Um strip-tease é uma dança erótica ou exótica na qual a artista se despede gradualmente, de forma sensual e sedutora, seja parcialmente ou completamente. Quem realiza um strip-tease é comumente chamado de "stripper" ou dançarina exótica. A maioria das strippers é feminina; menos de um terço dos strippers é composta por strippers masculino. O strip-tease e a nudez pública têm sido alvo de proibições legais e culturais, de considerações estéticas e tabus. Restrições quanto aos locais podem ser impostas por requisitos de licenciamento e por uma ampla variedade de leis nacionais e locais, que variam consideravelmente ao redor do mundo – e até mesmo entre diferentes regiões de um mesmo país.
O strip-tease envolve um despir sensual e pausado. A stripper pode prolongar o ato retirando as roupas de forma a garantir uma construção gradual da sensualidade, utilizando técnicas como vestir roupas ou posicionar as vestimentas ou as mãos de maneira a cobrir momentaneamente partes recém-despidas, como os peitos ou a genitalia, de forma sugestiva e lúdica. O foco está no ato do despir aliado a movimentos sexualmente sugestivos, e não apenas no estado de estar despida. No passado, a apresentação frequentemente terminava assim que a artista se despia, embora hoje em dia as strippers geralmente continuem dançando nuas. O traje utilizado antes do despir faz parte integrante do ato. Em alguns casos, a interação com o público pode compor a performance, com os espectadores incentivando a dançarina a remover mais roupas, ou a própria artista se aproximando para interagir com eles.
Diferente do teatro burlesco, a forma moderna e popular de teatro de strip pode minimizar a interação entre cliente e dançarina, dando maior ênfase à rapidez em se despir do que ao "tease" propriamente dito. A maioria dos clubes possui uma rotação, na qual cada dançarina se apresenta por uma ou mais músicas, seguindo uma sequência fixa que se repete durante o turno. Clubes menos formais podem permitir que as artistas se revezem sempre que o palco estiver vazio ou que haja um fluxo livre de artistas, que entram e saem à vontade. Artistas em destaque geralmente não participam da rotação e têm horários fixos para suas apresentações, divulgados ao longo do turno.

#### Danças privadas
Nos peep shows, realizados com o cliente sentado em uma cabine privada separada da dançarina por vidro ou plástico, pode não haver música durante a performance, na qual a dançarina se despir e exibe seu corpo para o cliente. Em clubes que oferecem shows de modelagem com lingerie – uma forma de peep show onde a artista se apresenta privadamente para um cliente, geralmente sem barreira – as apresentações também podem ocorrer com ou sem um palco formal ou música.
As danças privadas nas áreas principais do clube costumam assumir as formas de danças de mesa, lap dances (ou danças de colo) e danças na cama, entre outras. Uma "dança aérea" é uma forma particular de dança privada em que há pouco ou nenhum contato entre a artista e o cliente. Essa modalidade abrange as diferentes categorias mencionadas, e algumas dançarinas podem optar por realizar uma dança aérea quando se espera e se paga por apresentações com contato mais intenso. A administração do clube pode definir preços padrão para os diversos serviços de dança, mas as strippers – quando permitido – podem negociar seus próprios preços, que podem ser maiores ou menores que a tarifa anunciada. As danças de mesa se distinguem das demais ao poderem ser realizadas com o cliente sentado na área principal. O termo "table dance" também pode referir-se a uma forma de dança privada com mínimo contato, na qual a artista se posiciona sobre uma pequena mesa à frente do cliente (ou clientes). Danças de mesa não devem ser confundidas com palcos de mesa, onde a dançarina se apresenta em uma plataforma cercada por cadeiras e há geralmente espaço suficiente para que os clientes depositem suas bebidas e gorjetas.
Onde oferecido, os lap dances são realizados em diversos tipos de locais e assentos, variando desde bancos simples e cadeiras de cozinha até poltronas de couro luxuosas. Os lap dances podem ocorrer também com o cliente em pé nas áreas designadas. Um serviço oferecido por muitos clubes é posicionar um cliente no palco com uma ou mais dançarinas para um lap dance público. Ocasiões para esse tipo de apresentação incluem festas de despedida de solteiro e aniversários, entre outros. As áreas destinadas à dança na cama exigem mais espaço, pois são projetadas para que o cliente permaneça deitado enquanto a(s) artista(s) se posicionam sobre ele. As danças na cama são as menos comuns das três modalidades e, em muitos clubes, são uma opção mais cara do que o lap dance, em razão da novidade e do maior nível de contato entre o cliente e a prestadora do serviço.

### Atendimento ao cliente
Os strip clubs são negócios orientados para o lucro, assim como restaurantes e outros estabelecimentos de varejo. Os artistas e a equipe são os principais representantes de atendimento ao cliente no ambiente do clube. As dançarinas são o principal atrativo para manter os clientes no local e incentivá-los a retornar.

#### Interação

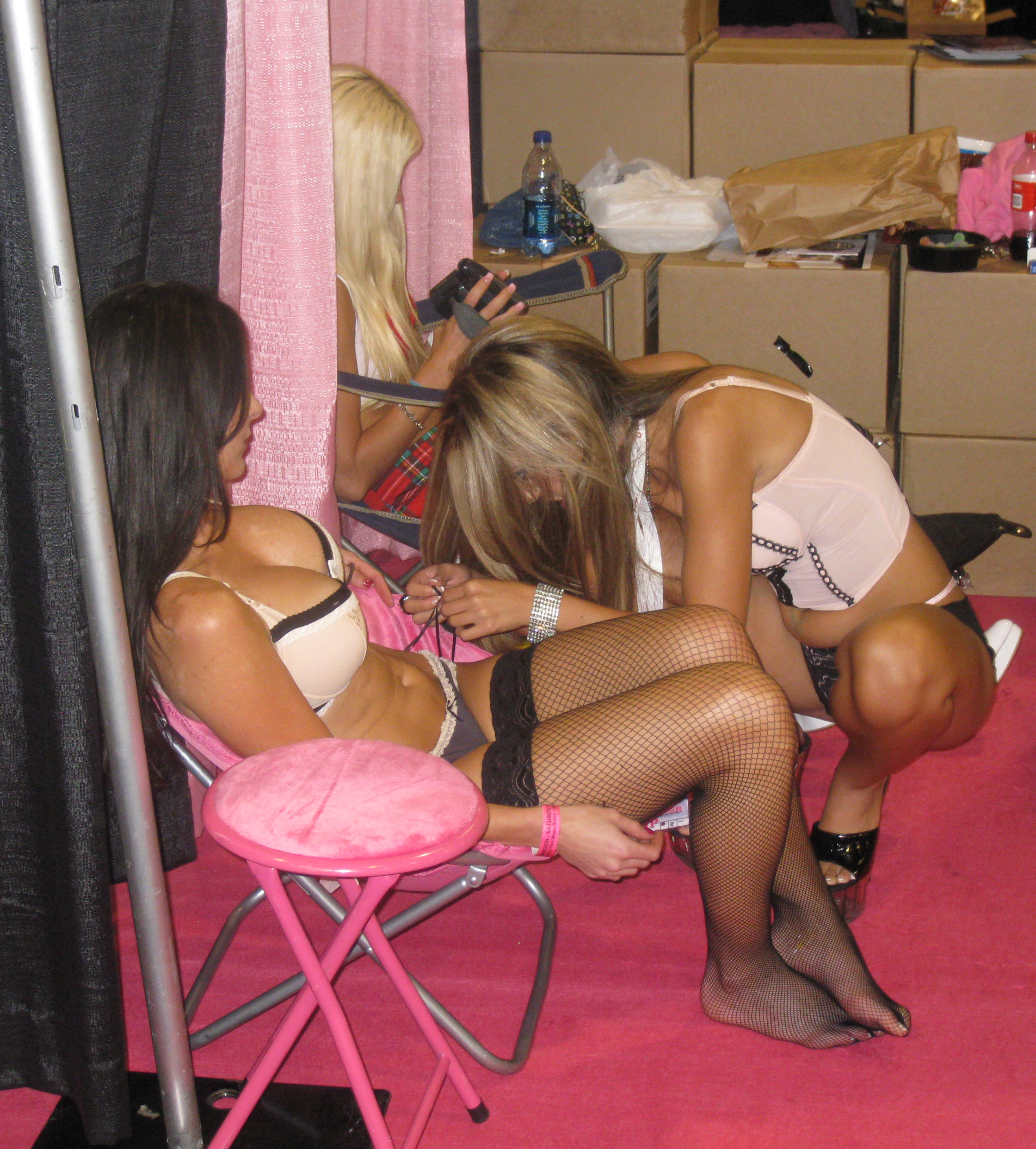
Artistas nos bastidores cuidando de seus adereços, longe do público

As dançarinas interagem continuamente com os clientes do clube. Elas circulam pelo ambiente, solicitando a compra de bebidas e lap dances, e geralmente observam o local para identificar o cliente com maior potencial. A artista qualifica um cliente avaliando sua aparência física e características pessoais. Uma vez identificada uma cliente adequada, ela se aproxima para tentar estabelecer uma relação social. A interação também pode ser iniciada pelos próprios clientes. Os clubes geram receita por meio de taxas de entrada, venda de bebidas e outros serviços. As dançarinas obtêm a maior parte de sua renda através de lap dances ou sessões VIP, quando permitido pela legislação. Caso contrário, as gorjetas dos clientes no palco são sua principal fonte de renda. As dançarinas entretêm os clientes em troca de dinheiro, empregando todos os recursos disponíveis para isso. Elas vendem a fantasia do sexo, mas normalmente não realizam o ato em si.
Na tentativa de obter uma gorjeta ou recompensa financeira, as dançarinas podem transmitir mais do que apenas atratividade e fantasia. Elas projetam sentimentos de intimidade e conexão emocional para com os clientes, embora na maioria das vezes essas manifestações sejam exageradas ou até falsas. A persona adotada no palco difere daquela que as artistas têm nos bastidores, mesmo que reflita aspectos de sua personalidade verdadeira. No ambiente do strip club, as dançarinas podem dar a impressão de que estão revelando informações pessoais (ou de bastidores) para jogar um jogo de confiança e, assim, aumentar seus ganhos. Para compor sua “fachada”, as artistas utilizam adereços como maquiagem, roupas, fantasias e fragrâncias atraentes. Os clientes raramente têm acesso à preparação desses adereços, pois os bastidores permanecem inacessíveis devido ao layout do clube. Muitas vezes, o cliente deseja que a dançarina “deixe o personagem de lado”, o que o faz sentir-se especial e desejado. Essa experiência, conhecida como namoradinha, pode envolver um aumento na intimidade, chegando até a atos sexuais. As dançarinas estão cientes desse desejo dos clientes por maior confiança e podem permitir a impressão de que o cliente está vendo seu verdadeiro eu. Na realidade, muitas vezes isso faz parte do ato, sem vínculo emocional real para a artista.

#### Normas culturais e políticas

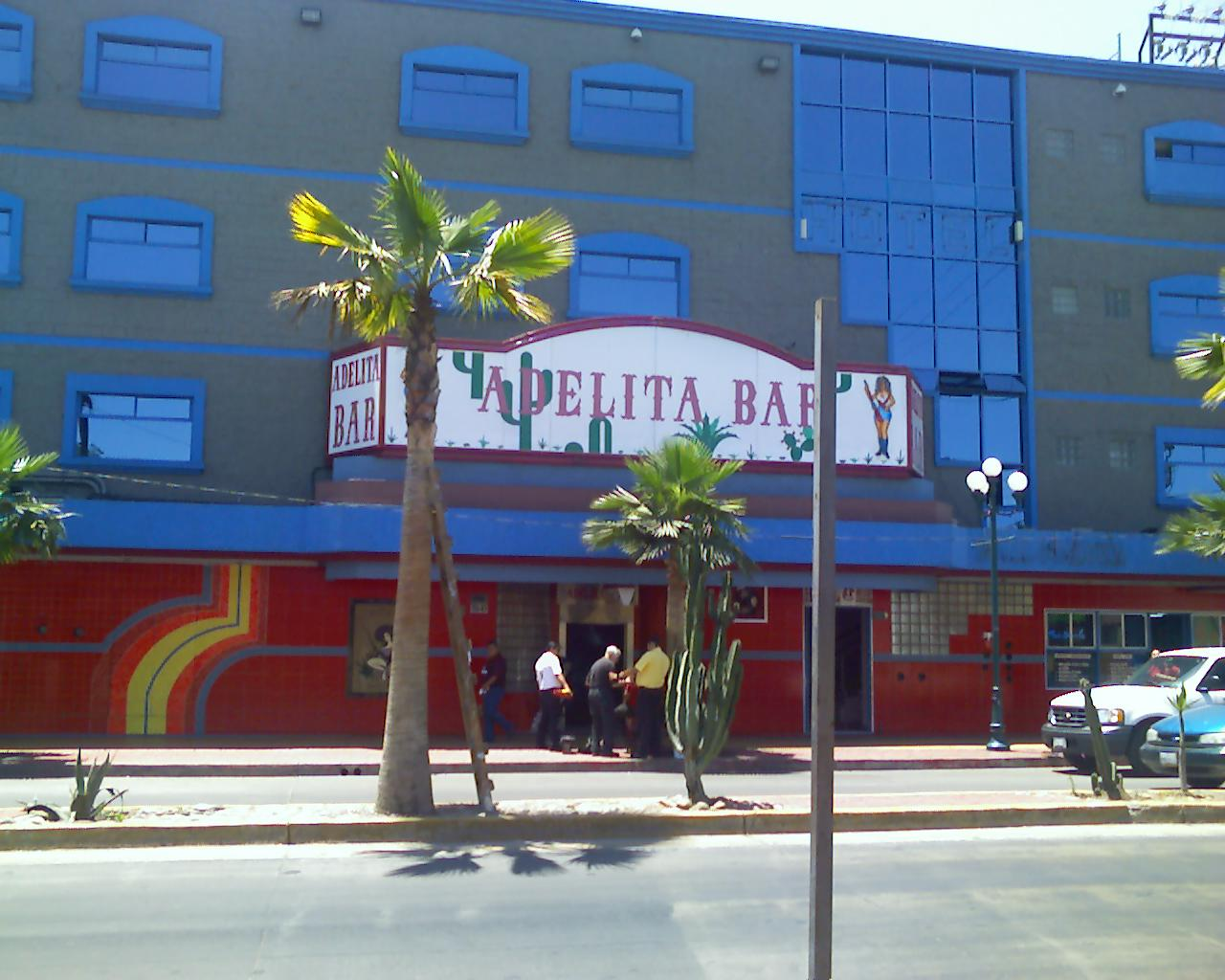
Exterior do Adelita Bar, em Tijuana, Mexico

As regras que regem os strip clubs e a indústria do entretenimento adulto variam ao redor do mundo, e os formatos, às vezes, são combinados sob um mesmo teto ou complexo. Em Bangkok, na Tailândia, o Nana Entertainment Plaza no centro da cidade é um grande complexo de quatro andares com mais de 40 bares. A maioria desses bares funciona como go-go bars, com dançarinas em diversos estágios de nudez. Eles não são bordéis formais, pois os clientes devem negociar diretamente com as dançarinas, sem intermediários, por serviços que podem chegar até o sexo. Zürich, na Suíça, legalizou a prostituição, e seus strip clubs oferecem, entre outros serviços, sexo – embora, em geral, fora das instalações do clube. Clubes do Leste Europeu adotam modelo semelhante. Uma "zona de sexo" de 0,34
-quilômetro-quadrado (0,13 sq mi) em Tokyo, Japan contava, em 1999, com aproximadamente 3.500 estabelecimentos de sexo, incluindo strip clubs, peep shows, "soaplands", "lover's banks", lojas de pornografia, clubes telefônicos, bares de karaoke, clubes, entre outros, todos oferecendo serviços de entretenimento adulto. Em Dubai, um país governado por normas culturais e leis muito rígidas, existem vários strip clubs indianos que oferecem, ao menos, apresentações com nudez parcial.
As dançarinas podem ajustar seu grau de nudez de acordo com o número de músicas apresentadas. Isso pode significar, por exemplo, uma apresentação de biquíni na primeira música e topless na segunda. Em um clube de nudez completa, a sequência pode ser de topless para nu ao longo de duas músicas ou seguir outra variação. Nos Estados Unidos, os clubes são classificados com base nas apresentações típicas, nas regulamentações de zoneamento e nos serviços anunciados. As regras de zoneamento podem impor que os clubes estejam a certa distância de escolas e de locais frequentados por crianças, para evitar a exposição dessas atividades que possam impactar negativamente seu desenvolvimento social e para proteger propriedades próximas de desvalorização – conhecidos como "efeitos secundários". A validade desses efeitos secundários é objeto de controvérsia, havendo o argumento de que os clubes foram forçados, pelo zoneamento, a se localizarem em "bairros de má reputação". Em outras partes da América do Norte, o distrito de luz vermelha Zona Norte em Tijuana, Mexico abriga diversos bordéis legais, modelados a partir dos strip clubs e que apresentam striptease de estilo americano realizado por suas prostitutas.

## Instalações

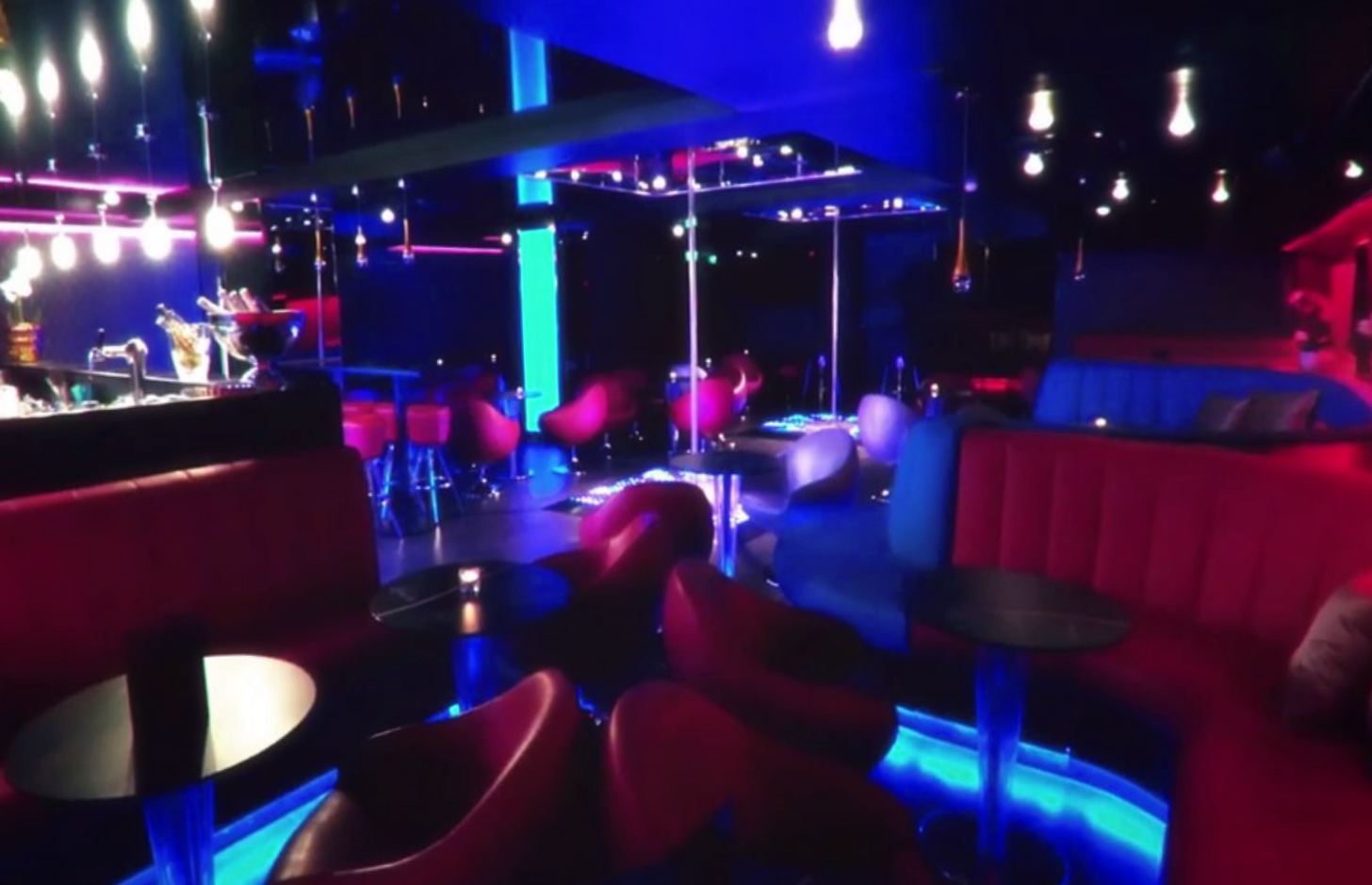
Interior do Gentlemans Club em Punavuori, Helsinki, Finland

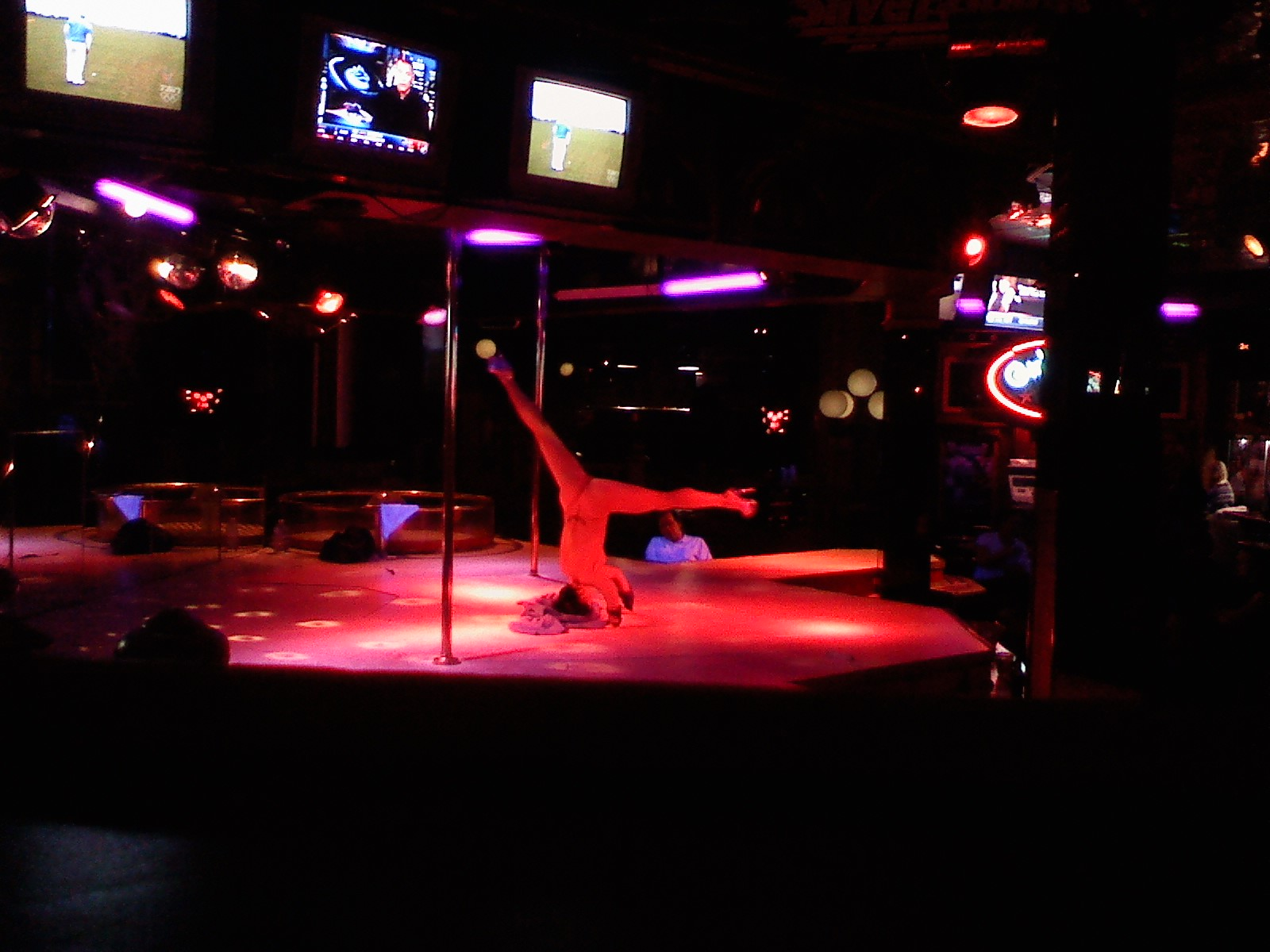
Artista no palco principal do Monty's Showroom Pub em Victoria, British Columbia, Canadá

Muitos strip clubs estão localizados em edifícios que foram convertidos de bares, restaurantes ou armazéns, ou que tiveram usos industriais. O layout original do edifício influencia a disposição física do clube. Quanto maior o investimento feito na instalação, mais ela se assemelha a um clube dedicado. Independentemente do planta baixa, como um teatro interativo, todo strip club possui algumas características: as artistas (strippers), uma área principal onde os clientes se reúnem e alguma forma de palco para a apresentação do striptease.
Clubes de alto padrão possuem características que podem custar milhões de dólares para serem instaladas e mantidas.

### Áreas de acesso geral
A área principal do clube é de acesso livre ao público. O cliente pode circular pelo clube, exceto nas áreas destinadas à equipe e aos lounges premium. Para acessar os lounges premium (às vezes chamados de VIP, de champanhe ou outros), o cliente normalmente paga uma taxa adicional à entrada. Em alguns casos, as áreas destinadas aos funcionários e os lounges premium possuem uso duplo – por exemplo, o escritório de um gerente pode também funcionar como sala VIP.
Todos os clubes possuem configurações diferentes. Um clube pequeno pode ter uma única sala, com um palco improvisado para o striptease. Clubes maiores geralmente possuem áreas bem definidas, que podem ser separadas por degraus, grades embutidas, plataformas, divisórias, portas, salas distintas ou andares diferentes, além de variações na escolha dos carpetes, na disposição dos assentos ou por meio de elementos físicos, como cordas ou outros marcadores.

#### Piso e assentos

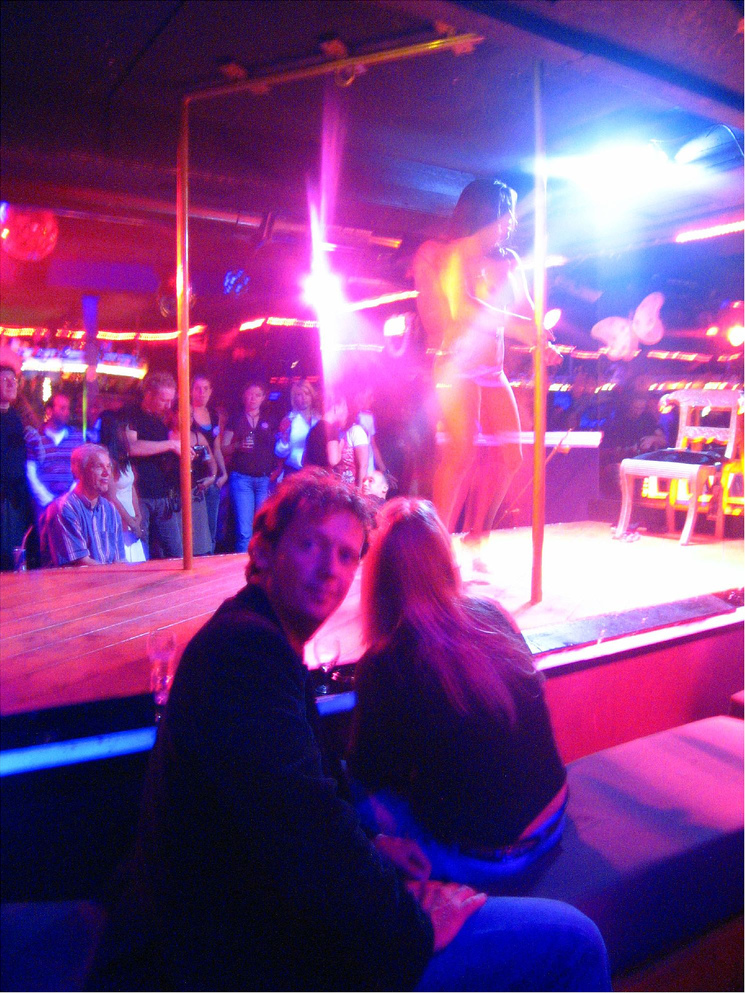
Clientes sentados junto à barra de gorjetas no Club Live em Scheveningen, The Hague, Netherlands

A maior parte do entretenimento ocorre na área principal do clube, onde artistas e funcionários interagem com os clientes. Os frequentadores se acomodam nessa área e, a partir de suas observações, decidem quais serviços utilizar. O palco principal é visível a partir do piso e o bar principal, se houver, é de fácil acesso. Os clientes podem escolher entre assentos disponíveis e alguns clubes dispõem de equipe para auxiliar nessa escolha. Se houver assentos premium, o acesso a eles é normalmente gerenciado pela equipe do clube. Dependendo do dia, horário e nível de atendimento, a disponibilidade das áreas de acesso geral pode variar. Clubes maiores podem isolar ou fechar seções do ambiente se o tamanho da multidão não justificar o uso pleno do espaço. Clubes de maior porte podem possuir múltiplas áreas de piso, bar, assentos e palcos, gerenciadas de maneira similar.

#### Palco principal
O palco principal é o local onde uma artista em destaque se apresenta como parte de uma rotação. Na maioria dos clubes, o palco principal é um elemento central do layout e o foco da atividade. Um tipo comum de palco principal em strip clubs, também conhecido como palco, mas outros formatos também são frequentemente utilizados. O teatro em círculo é outra forma popular de montagem de palco para apresentações. Durante cada conjunto de uma ou mais músicas, a artista atual se apresenta no palco, recolhendo gorjetas dos clientes enquanto está no palco ou durante a interação posterior com o público. Uma gorjeta tradicional (fornecida na área do palco) consiste em uma nota de dólar dobrada e inserida na ligadura da dançarina, na chamada "barra de gorjetas". A área da barra de gorjetas equivale ao "apron" no teatro tradicional e é conhecida em jargão como "ringside", "gynecology row", "pervert row", entre outros termos.
Muitos palcos possuem grades físicas construídas ao redor para funcionar como barra de gorjetas, além de demarcar a área de performance. Os clientes se revezam para dar gorjetas à artista, podendo também formar filas para as artistas mais populares. Se não houver grade física, a borda do palco ou da área de performance define a "barra de gorjetas". Outros métodos comuns incluem inserir a nota na fenda dos seios da stripper com a mão ou a boca, depositá-la ou jogá-la no palco, ou até mesmo amassar a nota em forma de bola e lançá-la na direção da artista. Cada clube e artista tem níveis distintos de tolerância para a interação com os clientes, inclusive quanto às gorjetas. A etiqueta para as gorjetas pode variar entre países e culturas. Em clubes do Leste Europeu e asiáticos, é costume combinar o pagamento antecipado para um determinado tempo ou número de danças, tanto para apresentações no palco quanto para sessões privadas.

#### Montagens opcionais
As montagens satélite incluem uma ou mais áreas onde a dançarina pode se apresentar, além do palco principal e das danças privadas. Clubes maiores podem dispor de layouts elaborados com múltiplas áreas de palco distribuídas pelo ambiente, permitindo que várias dançarinas se revezem entre os palcos durante uma mesma música. Alguns strip clubs consideram apresentações ad hoc em palcos satélite – pagas por música – como uma forma de dança privada. As regras dos palcos satélite, quando localizados no piso principal, tendem a ser as mesmas do palco principal. Em alguns casos, o layout difere significativamente, permitindo maior ou menor acesso ao cliente. Se um palco satélite estiver situado em uma zona de acesso premium, o acesso à dançarina poderá ser consideravelmente maior, já que o nível de serviço é menos restrito do que no piso principal. Clubes que oferecem lap dances, peep shows e modelagem com lingerie podem ter apenas palcos satélite com opções de entretenimento de pay to play.
Atos de novidade – como shows de chuveiro, apresentações com fogo ou lutas de óleo – podem ser realizados em palcos dedicados, montagens temporárias no piso ou mesmo no palco principal, dependendo do clube. Se o palco principal for utilizado para esses atos, ele deverá ser preparado e, possivelmente, coberto para evitar danos, pois acidentes e lesões já foram registrados durante apresentações de striptease envolvendo tais elementos. Quando materiais perigosos, como fogo, são utilizados como adereços, pode ser necessário obter um alvará para cumprir as ordenanças do local.

#### Bares e balcões

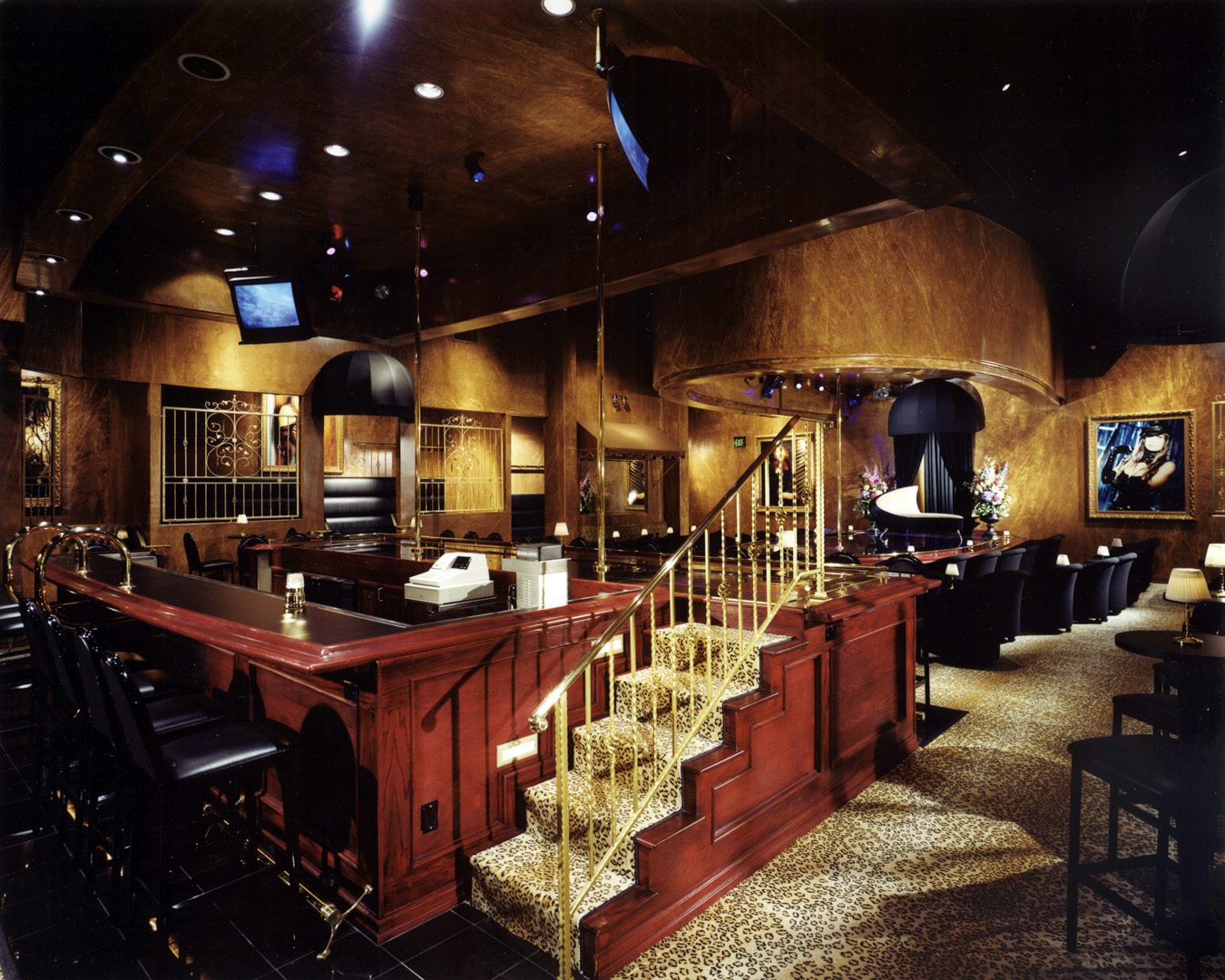
O bar principal do Spearmint Rhino em Van Nuys em Los Angeles, California, com palco embutido. Palco principal ao fundo.

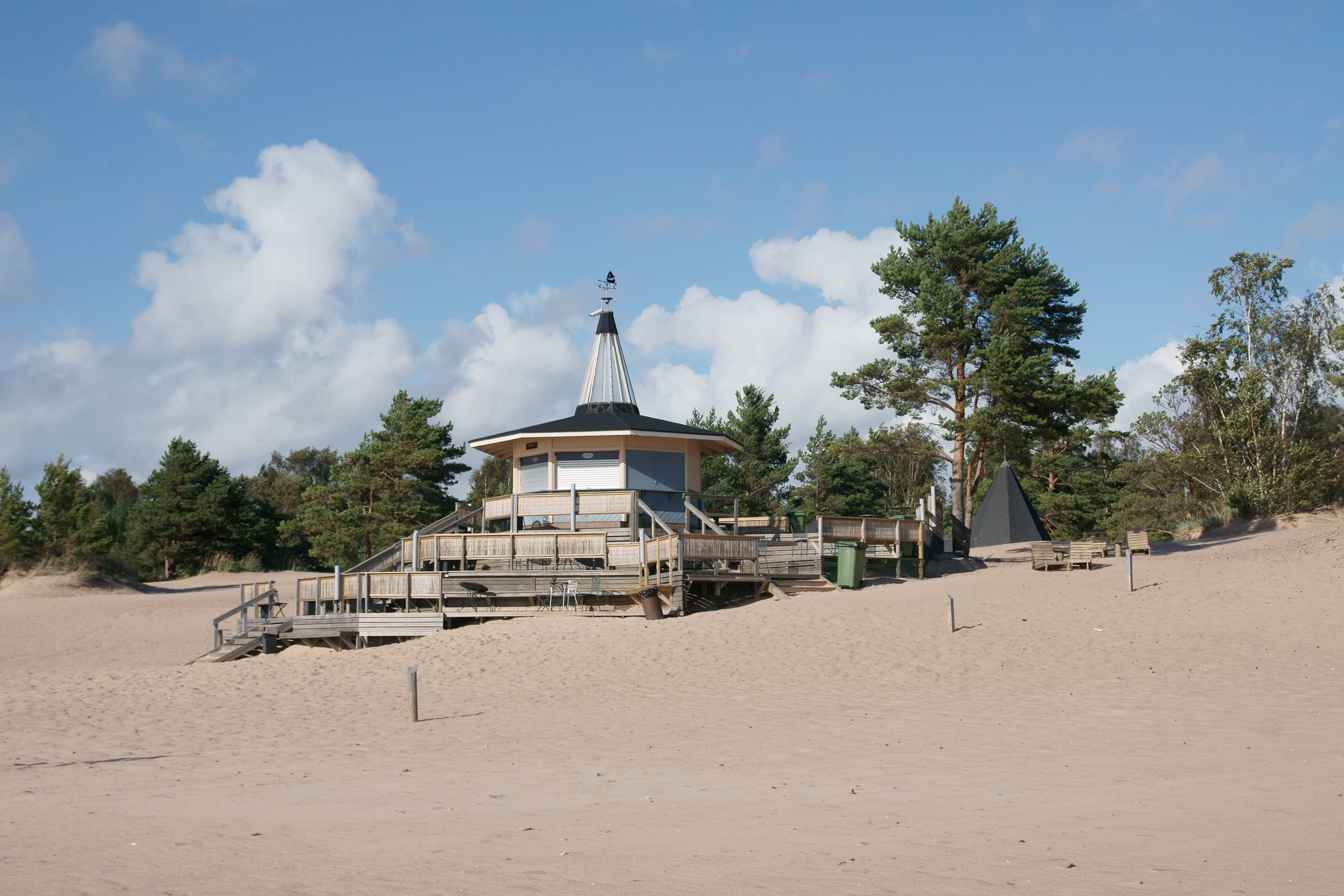
Um biquíni bar na Yyteri Beach em Pori, Finlândia

Um bar completo é o principal meio de serviço para clubes que oferecem bebidas alcoólicas. Em muitos clubes, o bar principal é o segundo elemento mais marcante do ambiente, depois do palco principal, e, em alguns casos, o próprio palco principal (ou um palco satélite) é integrado ao bar. Os clubes podem obter uma porcentagem significativa de sua receita por meio da venda de bebidas. Para empresas como a Rick's Cabaret e a VCGH, Inc., as receitas provenientes dos serviços foram a maior fonte de receita, com as vendas de bebidas alcoólicas ficando em segundo lugar. Os números se aproximam quando se consideram as vendas de alimentos e mercadorias, sendo que a diferença foi menor para a Rick's Cabaret em comparação com a VCGH. Clubes de alto padrão que oferecem alimentação podem dispor de bares independentes ou embutidos para serviço de buffet. Caso contrário, os pedidos de comida podem ser feitos no bar principal ou por meio de garçons.
A venda direta de bebidas alcoólicas é comum em strip clubs onde essa atividade é legal, onde o local está devidamente zoneamento e possui licença para tanto. Alguns clubes que não possuem licença para servir bebidas alcoólicas contornam a restrição adotando a política de traga sua própria bebida e instalando um bar de sucos. Os juice bars têm as características de um bar completo, mas servem apenas bebidas não alcoólicas, como água, suco de fruta e refrigerante. Tais bares podem funcionar também como balcões de serviço para armazenar as bebidas trazidas pelo cliente, oferecendo gelo e serviços de mistura para a preparação de drinks com os ingredientes adquiridos pelo próprio cliente. Quando há garçons disponíveis, estes podem atuar como uma extensão do serviço do bar, reabastecendo as bebidas e mantendo a limpeza das áreas de assentos.

#### Outras áreas do piso
Muitos clubes possuem uma área de lobby onde a taxa de entrada, se houver, é coletada por um porteiro, e a equipe de segurança pode realizar uma verificação rápida dos clientes que adentram o estabelecimento. Jogos também são características comuns dos strip clubs. Máquinas de arcade e de jogos de azar, além de mesas de bilhar, são frequentemente encontradas. Alguns clubes ainda possuem áreas dedicadas à realização de dança privadas.

### Zonas de acesso premium
O acesso a determinadas áreas do strip club pode exigir o pagamento de uma taxa adicional, ou pode ser permitido mediante convite. Essas áreas oferecem recursos não encontrados nas áreas de acesso geral e podem permitir que o clube ofereça diferentes padrões de serviço ou cumpra as leis locais. Nessa configuração, VIPs – como grandes apostadores ou pessoas de maior renome – podem receber serviços gratuitos de acordo com sua reputação junto à equipe do clube.
O VIP seating adjacente à área principal costuma ser mais confortável. Por exemplo, poltronas ou sofás podem ser fornecidos, inclusive cabines com mesas de serviço. Essa área geralmente oferece uma visão clara do palco principal. Assentos reservados conferem ao cliente uma sensação de importância e prestígio. Em clubes de alto padrão, o seating VIP pode incluir varandas ou outras áreas de visão, que podem também ter palcos menores para uma dança privada, mediante taxa adicional. O seating VIP também pode funcionar como cabines para lap dance, onde o preço cobrado é superior ao praticado na área geral.
Salas VIP são áreas compartimentadas em um clube, tipicamente delimitadas por paredes fixas e com portas que se fecham completamente. Se a sala não oferecer portas sólidas, normalmente há um sistema – com stringas de contas, curtinas ou dispositivos semelhantes – para bloquear a visão externa. Salas com sofás, salas privadas para dança e lounges são outras formas de zonas VIP. Nestas salas, os assentos costumam ser mais luxuosos do que nas áreas de acesso geral ou no seating VIP adjacente à área principal. Muitas vezes, a compra do acesso à sala inclui um período de tempo com a(s) dançarina(s) escolhida(s). Algumas salas são equipadas com adereços e dispositivos, como chuveiros, banheiras de hidromassagem e diversos tipos de camas.
Um champagne room (também chamado de champagne lounge ou champagne court) é um serviço VIP especializado oferecido por gentlemen's clubs, onde o cliente pode adquirir tempo – geralmente em incrementos de meia hora – com uma dançarina exótica em uma sala privada no estabelecimento. Dependendo do padrão do clube, essas salas, que costumam ser mais afastadas da agitação do piso principal, são geralmente bem decoradas e possuem um bar privado. Os clubes vendem champanhe por taça ou garrafa, tanto para a artista quanto para o cliente. Alguns estabelecimentos também oferecem serviço de alimentação ou de charuto. Veículos da mídia já relataram casos em que as cobranças por uma única visita a uma sala de champanhe atingiram dezenas ou até centenas de milhares de dólares.

### Zonas de acesso restrito
As áreas do clube utilizadas exclusivamente para a operação e para a manutenção costumam ter acesso restrito a funcionários e artistas. Isso inclui (mas não se limita a) escritórios administrativos, cabines para funcionários, vestiários para artistas e áreas de serviço, como cozinhas e espaços nos bastidores do bar. Essa prática não difere significativamente do que se observa em outros estabelecimentos de atendimento ao cliente, como lojas de varejo e restaurantes. É comum também a presença de cabines de entrada, onde a equipe de segurança monitora o fluxo de clientes e coleta a taxa de entrada, bem como a cabine do DJ, onde o disc jockey opera. A cabine do DJ, que abriga equipamentos de som, iluminação e outros, é utilizada para "orquestrar a multidão", ajustando o ambiente do clube, funcionando como uma sala de controle no teatro tradicional.
As artistas utilizam os vestiários para se prepararem para as apresentações, descansar entre as performances e guardar pertences que não possam ser armazenados por outros meios. É costume que disputas entre o pessoal do clube sejam resolvidas fora do ambiente principal, longe dos clientes. Os vestiários são frequentemente usados para mediação exclusiva entre artistas, embora isso possa se estender para discussões envolvendo a administração. Clubes estão experimentando ampliar o acesso às áreas restritas por meio de tecnologias, oferecendo visualizações ao vivo dos bastidores para clientes pagantes. A segurança dos ativos e dos funcionários é uma das principais razões para a limitação do acesso nessas zonas. Quando há sistemas de circuito fechado de TV instalados, as imagens são direcionadas à administração. Em casos menos frequentes, esses feeds podem ser acessados remotamente.

## Artistas e equipe

### Artistas

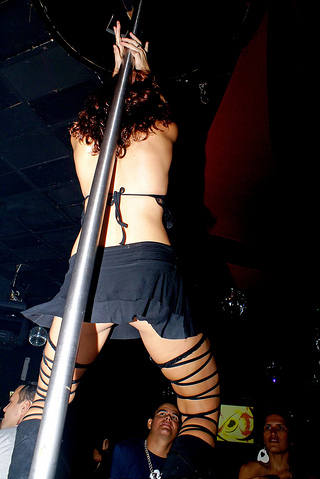
Stripper se apresentando no palco no Cabaret Kalesa em Rio de Janeiro, Brazil

Os artistas são conhecidos como strippers, dançarinas exóticas, simplesmente dançarinas ou entretenedoras. As strippers são o principal atrativo de qualquer clube, e dançarinas que conseguem entreter os clientes são essenciais para gerar receita, mantendo-os no local e incentivando seu retorno. A imagem das strippers, como conhecemos atualmente, evoluiu durante as décadas de 1960 e 1970 nos Estados Unidos e em culturas internacionais que adotaram o striptease americanizado, tendo sido introduzida na cultura popular por meio das performances emblemáticas de Carol Doda. Na década de 1980, a dança com pole e a imagem altamente explícita associada às artistas atuais se tornaram amplamente aceitas e frequentemente retratadas em filmes, televisão e teatro. As house dancers trabalham para um determinado clube ou rede de franquias. As feature dancers tendem a ter sua própria celebrity, realizando turnês por circuitos de clubes e fazendo aparições especiais. Estrelas do cinema adulto frequentemente passam a atuar como feature dancers para aumentar sua renda e consolidar sua base de fãs. Artistas de destaque do cinema adulto, como Jenna Haze e Teagan Presley, entre outras, já participaram de shows de destaque nos Estados Unidos, assim como estrelas aposentadas, como Jenna Jameson.

#### Ambientes de trabalho
Em algumas localidades, as strippers são obrigadas a obter licenças para trabalhar no entretenimento adulto. Durante uma apresentação de biquíni, tanto os seios quanto as áreas genitais geralmente permanecem cobertas por trajes reveladores, enquanto as dançarinas oferecem seus serviços. Dançarinas go-go mantêm suas peças por inteiro durante a apresentação. Uma stripper cuja parte superior do corpo é exposta, mas cujas áreas genitais permanecem cobertas, é considerada topless. Aqueles que expõem a região genital, juntamente com outras roupas, durante a apresentação, são considerados como dançando nuas completamente. A prática da nudez completa é proibida em muitas jurisdições, mas muitas artistas contornam tais restrições ao revelar seletivamente a vulva, o anus ou ambos por períodos curtos, seguidos pela reposição imediata das roupas. Nem todas as strippers se sentem confortáveis dançando topless ou completamente nuas.
Algumas strippers também podem ser contratadas para apresentações fora do ambiente do strip club. Além disso, aquelas que possuem acesso à internet fora do trabalho passaram a utilizar social media e redes sociais como forma menos intrusiva de manter contato direto com os clientes. Outras artistas utilizam a internet para gerar renda realizando apresentações via webcam, gravando conteúdos premium ou operando seu próprio site baseado em assinaturas. Conteúdo erótico online é onipresente e geralmente classificado como pornografia. Assim como nas demais atividades do clube, diferentes strippers têm níveis variados de conforto quanto aos serviços que oferecem em festas privadas. Além de anunciar serviços de striptease fora do clube, uma porcentagem desconhecida das strippers também atua em outros segmentos da indústria do sexo, como fotografia erótica e modelagem nua, pornografia, acompanhamento e, em alguns casos, prostituição. Fora dos Estados Unidos, o uso de strip clubs para facilitar o sexo por pagamento é muito mais comum, e o striptease nesses contextos é visto como uma forma de publicidade para um negócio com orientação sexual que ocorrerá em áreas privadas do clube ou fora dele.

#### Interação social
Pesquisas sugerem que a dança exótica pode ser bem remunerada, mas frequentemente a um custo significativo para a stripper. Uma das razões para isso é o estigma negativo associado à dança exótica. Nem todas as artistas são afetadas de maneira igual; algumas conseguem gerenciar esse estigma ao dividir "o mundo social" e revelar apenas parte de sua identidade. Ao revelar apenas parte de si mesmas, as dançarinas podem evitar serem caracterizadas pelos atributos estigmatizantes associados à dança exótica. Fora do clube, as artistas são indistinguíveis da população em geral quanto à aparência física e não apresentam risco maior de serem alvos de crimes violentos do que outras mulheres. Dentro do clube, os limites pessoais são frequentemente ultrapassados entre artistas, clientes e outros funcionários. Pesquisas indicam que, em algum momento, toda dançarina já se sentiu explorada por clientes, pela administração ou por outras artistas. A queixa mais comum é a de ser tratada como um objeto ou instrumento, em vez de ser considerada uma pessoa. Embora as dançarinas se sintam exploradas e sejam afetadas por isso, elas também admitem que exploram os clientes.

### Equipe principal
Além das artistas, os strip clubs quase sempre contam com uma equipe administrativa. Geralmente há um ou mais managers responsáveis pelas operações diárias em nome do proprietário do clube. Entre as responsabilidades estão o manuseio de dinheiro, o controle de estoque e a contratação (ou demissão) de funcionários e prestadores de serviço. Esse papel pode ser desempenhado por um gerente geral ou dividido entre gerentes de piso. Se houver um bar, pode haver também bartenders dedicados para auxiliar os clientes, preparando bebidas ou armazenando aquelas trazidas pelos próprios clientes em clubes de BYOB. Em algumas localidades, os bartenders precisam possuir uma licença individual para servir bebidas alcoólicas. As chamadas house moms monitoram as dançarinas em nome da administração – um papel que pode ser particularmente útil em equipes predominantemente masculinas, por permitir uma melhor comunicação com as artistas. Nem todos os clubes possuem uma house mom.

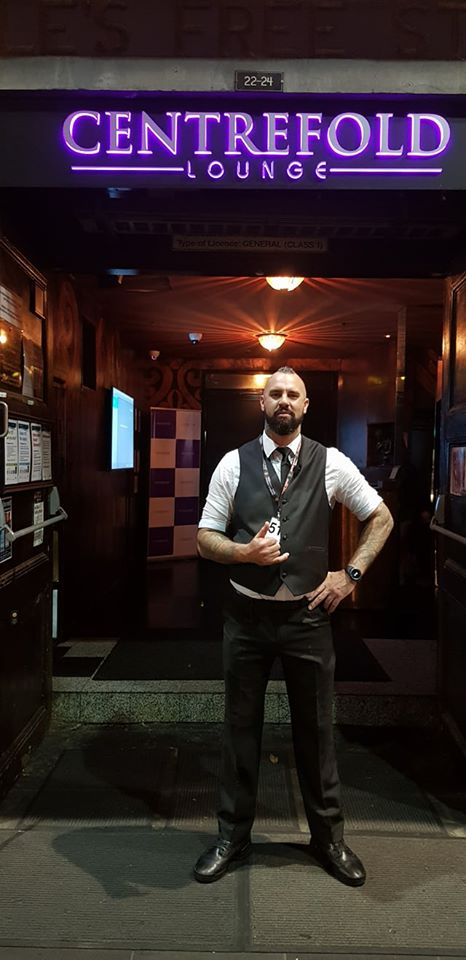
Um segurança em frente ao Centrefolds Lounge Gentlemen's Club na King Street, Melbourne, Austrália

Bouncers são seguranças, geralmente homens de porte robusto e fisicamente imponentes, responsáveis por fazer cumprir as regras do clube e manter a ordem dentro e ao redor do estabelecimento. Em alguns casos, policiais fora de serviço podem estar presentes se o clube for considerado um local de risco elevado. Geralmente, seguranças privados são contratados para proteger o estabelecimento. Além disso, os bouncers podem também atuar como porteiros ou até como disc jockeys (DJs), auxiliando na condução do entretenimento e na escolha musical das apresentações. Quando não há DJ, a música pode ser fornecida por meio de um jukebox ou por músicos ao vivo.

### Equipe auxiliar
Strip clubs apresentam diversas configurações e necessidades de equipe. Alguns clubes contratam um anfitrião para emcee as apresentações, além de um DJ. Os anfitriões são mais comuns em clubes com maior fluxo de clientes ou em turnos especiais, como noites de amadores ou shows de destaque. Se o clube cobra taxa de entrada, geralmente há funcionários especializados para atuar na porta, frequentemente denominadas "door girls". Em certas regiões, porteiros que atuam fora do strip club funcionam como "hype men", incentivando as pessoas a entrar e experimentar os shows e serviços. O The Block em Baltimore, Maryland, possui porteiros posicionados em quase todas as entradas, em uma área de grande concentração de clubes. Em Broadway em San Francisco, embora haja menos clubes agrupados, práticas similares com porteiros são observadas.
Garçonetes também são contratados para auxiliar no serviço de bebidas e, em alguns casos, na alimentação dos clientes, tanto na área principal quanto em outras áreas do clube. As chamadas "shooter girls" são atendentes especializadas que servem bebidas em copos de shot, facilitando a compra dos clientes. Dependendo das ordenanças locais, esses shots podem envolver a exposição de alguma parte erótica do corpo da "shooter girl", tipicamente a fenda dos seios. Se o clube estabelecer um consumo mínimo de bebida por visita ou por hora, a equipe também auxilia na aplicação dessa regra, podendo as artistas serem incentivadas a gerar um certo número de vendas de bebidas, com a equipe perguntando se o cliente deseja comprar uma bebida para a dançarina presente. Se houver uma cozinha e o clube oferecer uma fare premium, pode ser contratado também um chef para preparar os alimentos.
Atendentes de estacionamento podem ser desde pessoas que coordenam onde estacionar e quanto pagar, até valetes formais que estacionam o veículo e cuidam das chaves enquanto o cliente está no clube. Alguns clubes exigem que o estacionamento seja pago ou utilize serviço de valet, a fim de gerar receita e regular o comportamento dos clientes. Atendentes de banheiro monitoram os banheiros para verificar o cumprimento das regras, limpar e, se necessário, fornecer itens como colônias e balas de menta.

## Negócios e operações
Como uma indústria global, os strip clubs estão em plena expansão. Em 2009, havia entre 3.500 e 4.000 strip clubs somente nos Estados Unidos. Nos Estados Unidos, gasta-se mais em strip clubs do que em theater, opera, ballet, jazz e música clássica combinados. Alguns clubes chegam a ter centenas de artistas se apresentando no palco durante um único ano.

### Indústria global

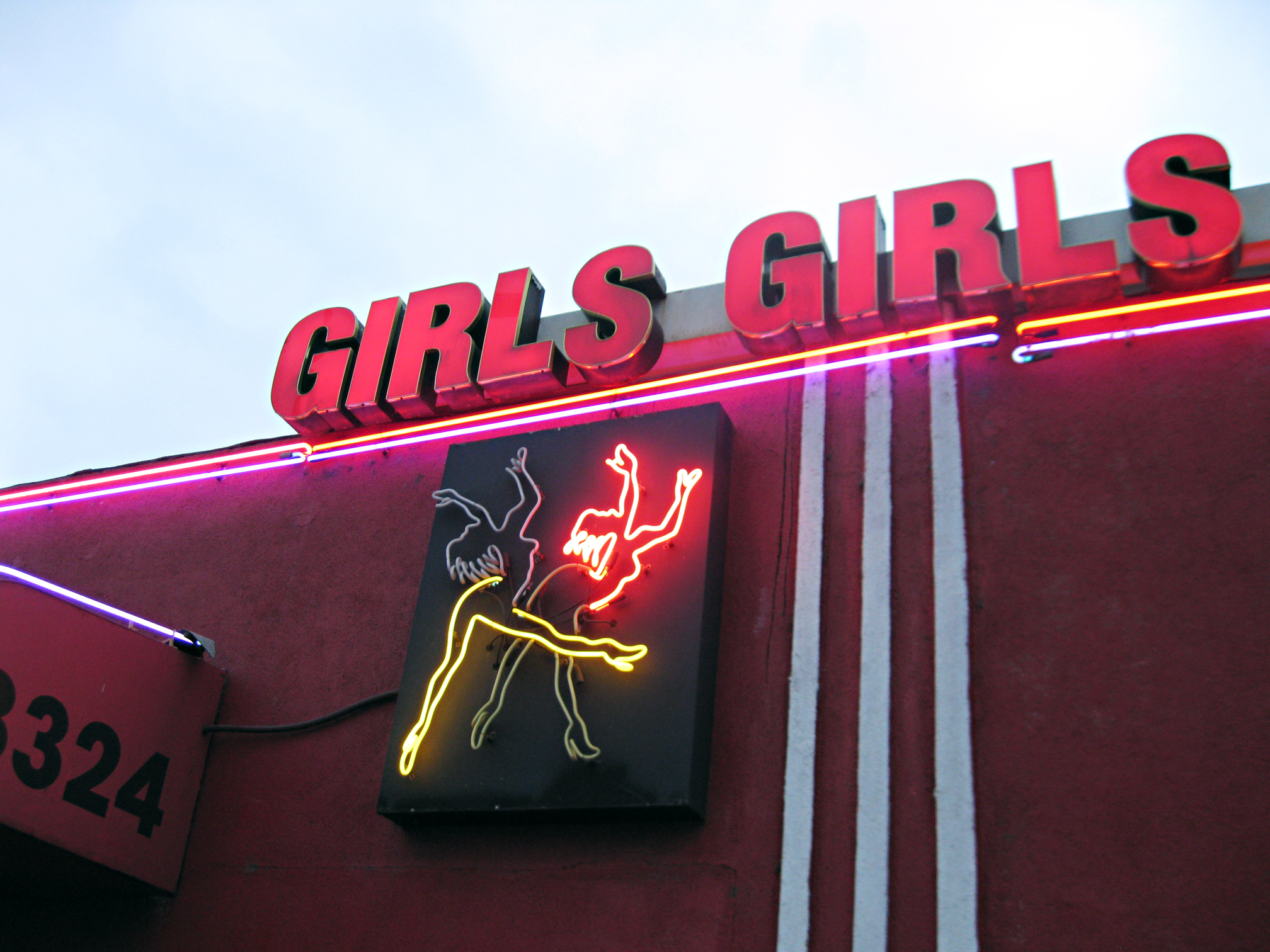
Letreiro de néon "Girls Girls Girls" na fachada do clube Burlesque com bailarinas nuas em contorno (North Hollywood, Los Angeles, Califórnia, Estados Unidos)

Os mercados norte-americano e internacional para clubes que oferecem striptease americanizado não são bem definidos, e os números de receita publicados são apenas estimativas. Em 2002, o tamanho da indústria dos EUA foi estimado em US$3,1 bilhões, abrangendo 2.500 clubes e gerando 19% do total bruto em receita de legal entretenimento adulto. O mercado norte-americano de clubes de strip-tease foi estimado em até US$15 bilhões em 2005. No mesmo ano, o estado norte-americano da Califórnia por si só representou US$1 bilhão em receita, e o tamanho total da indústria global de clubes de strip-tease foi estimado em US$75 bilhões. Além disso, em 2005, estimou-se que 300.000 mulheres trabalhavam como strippers nos EUA, distribuídas por 3.000 clubes. Um insider da indústria, em 2008, estimou o mercado norte-americano de clubes de strip-tease em cerca de US$2 bilhões, baseando essa estimativa nas estatísticas da Adult Video News Media Network (AVN) e destacando tanto as variações metodológicas de diferentes estudos quanto as dificuldades em fornecer estatísticas confiáveis sobre a indústria. Desde então, o número de clubes nos EUA cresceu para aproximadamente 4.000 até 2010.
Na Grã‐Bretanha, o número de clubes de strip-tease aumentou mais de 1.000% entre 1997 e 2010. Apenas em 2008, um clube de strip-tease foi inaugurado quase toda semana. Um dos fatores na proliferação dos clubes de strip-tease britânicos é a Lei de Licenciamento de 2003, que introduziu a licença de estabelecimento única para todos os fins, o que significou que os clubes de strip-tease na Grã‐Bretanha não precisariam mais receber permissão especial para a nudez. Em 2005, as receitas da indústria de clubes de strip-tease do Reino Unido – um dos setores do lazer que mais crescem – foram estimadas em £300 milhões. As receitas referentes a 2006 somente na Escócia representaram £20 milhões do total do Reino Unido.

#### Mercados e propriedade
O striptease ao estilo americano, intimamente associado aos clubes contemporâneos ao redor do mundo, começou a aparecer fora da América do Norte na era pós-Segunda Guerra Mundial, surgindo em performances asiáticas durante o final dos anos 1940 e em teatros europeus por volta de 1950. Um exemplo contemporâneo é a rede americana Spearmint Rhino, que possui clubes localizados no Reino Unido, Rússia e Austrália, além dos Estados Unidos. Em 2003, a unidade londrina da empresa supostamente faturava £3 por minuto. Clubes que oferecem o striptease americano e outros serviços de entretenimento adulto foram estabelecidos em seis dos sete continentes (exceto a Antártida), e a demanda por esse tipo de negócio está disparada em nações em desenvolvimento econômico. A maioria das empresas de entretenimento adulto – que inclui os clubes de strip-tease – é de propriedade privada.
Duas empresas de clubes de strip-tease são negociadas publicamente nos mercados financeiros dos EUA e estão listadas na NASDAQ: VCG Holding Corp. (VCGH) e RCI Hospitality Holdings, Inc (RICK). Em fevereiro de 2010, os dois clubes concordaram, em princípio, em se fundir, com Rick's Cabaret adquirindo a VCG Holding. O preço de compra estimado – de acordo com a declaração de intenções – foi para a aquisição utilizando ações da RICK, variando de US$2,20 a US$3,80 por ação. O negócio de US$45 milhões fracassou após a expiração da declaração de intenções em 31 de março de 2010, com o Rick's Cabaret incapaz de firmar um acordo definitivo de fusão para adquirir todas as ações em circulação da VCG. Uma terceira empresa de capital aberto, a Scores Holding Company, Inc. (SCRH), licencia sua marca para operadores de clubes de strip-tease, mas não possui nem opera nenhum imóvel de clube por conta própria. Demonstrações de ganhos divulgadas publicamente por empresas norte-americanas que operam clubes de strip-tease não forneceram orientações sobre como definem seu segmento de mercado, concorrentes não públicos ou a receita total da indústria.
O maior operador internacional de clubes de strip-tease é a Déjà Vu, que possui mais de 130 unidades em todo o mundo.[carece de fontes?]

#### Tendências financeiras

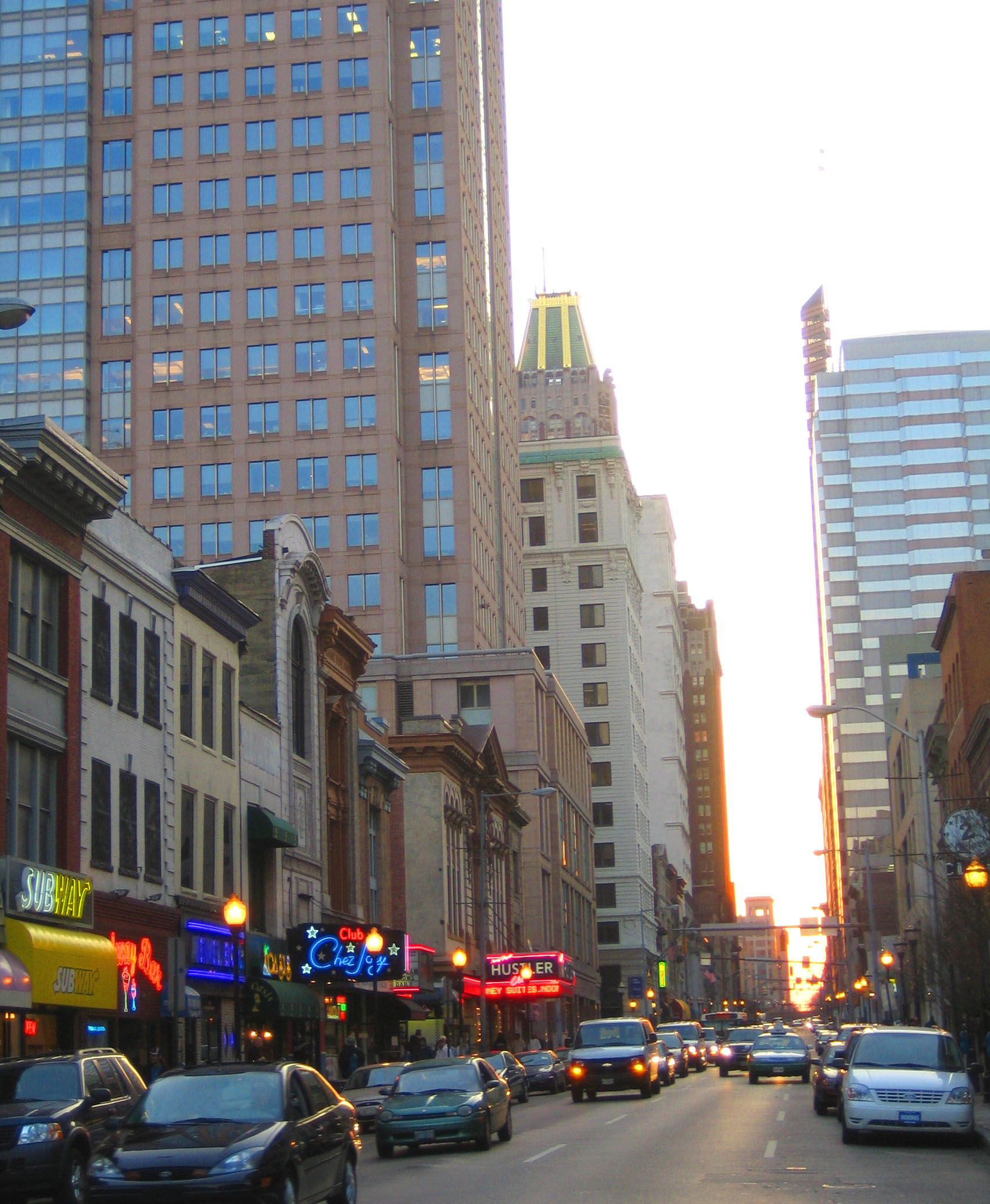
Vista de rua dos clubes de strip-tease no The Block em Baltimore, Maryland, EUA

A rápida expansão da indústria de clubes de strip-tease observada na década de 2000 ocorreu principalmente no mundo ocidental. Longe do seu auge nas décadas de 1980 e 1990, a indústria do sexo no Japão tem enfrentado uma prolongada recessão na primeira década do século XXI, à medida que a economia global experimentava uma recessão. Seus bares de hostess e strip-tease (aqueles que não fecharam completamente) sentiram o impacto da redução das contas de gastos corporativos, levando a uma maior concorrência (e limites reduzidos) para os clientes remanescentes. A lucratividade dos clubes de strip-tease, assim como em outros negócios orientados a serviços, é largamente influenciada pela localização e pelos hábitos de consumo dos clientes. Clubes próximos à Wall Street em Nova York, Nova York são notórios por sediar reuniões com intermediários do setor financeiro, entre outros pesos pesados dos negócios, que frequentemente têm seus custos lançados como despesas nas contas da empresa. Como clubes localizados em áreas urbanas ou centros comerciais têm causado preocupações quanto ao trânsito e questões sociais, alguns proprietários com interesses comuns em proximidade geográfica compartilharam representação sem consolidar seus negócios. Após inúmeros incidentes durante a década de 1990 com governos locais e estaduais, a Downtown Entertainment Inc. foi formada em 2000 para representar os interesses dos proprietários de negócios no The Block em Baltimore, Maryland.
Clubes de strip-tease que seguem os Princípios Contábeis Geralmente Aceitos (GAAP) geralmente reportam capital de giro negativo, onde os passivos correntes excedem os ativos correntes. Os clubes recebem pagamentos imediatos em dinheiro por vendas, enquanto os estoques, despesas acumuladas e outros passivos correntes normalmente possuem prazos de pagamento mais longos. A prática acredita-se aumentar o caixa líquido proveniente das atividades operacionais. As receitas de serviços incluem pagamentos a artistas para se apresentarem nos clubes, taxas de admissão dos clientes, pagamentos referentes a consumo e gorjetas, pagamentos de "dance dollar" e taxas de aluguel de suítes. A recessão econômica, que se intensificou em 2008, impactou os clubes em todos os níveis, e até clubes de alto padrão em algumas partes dos EUA e de outros lugares ajustaram suas práticas comerciais para compensar a redução das receitas.

### Práticas comerciais
Clubes de strip-tease podem operar em todas as horas, dependendo das regulamentações e da receita. É prática comercial comum cobrar uma taxa de entrada reduzida – ou até isentar a entrada – durante o dia. Clubes que funcionam além do período noturno podem adotar um horário escalonado ou um turno de trabalho para seus artistas e funcionários. Fatores externos, como localização e percepção pública, influenciam os negócios, mas o principal atrativo de um clube de strip-tease é o entretenimento ao vivo. Devido às percepções negativas sobre a indústria de entretenimento adulto, muitos clubes realizam exibições públicas de caridade para gerar boa vontade. Os clubes VCGH, para serem bons cidadãos corporativos, patrocinam ativamente e participam de eventos beneficentes locais, contribuindo para instituições de caridade da região. Alguns clubes também registram suas entidades comerciais com nomes benignos, de modo que pareçam negócios não relacionados à indústria do sexo em recibos e demonstrações financeiras, como forma de discrição. Câmeras (inclusive as de telefone) e outros dispositivos de gravação são frequentemente proibidos nos clubes de strip-tease para "proteger a identidade das mulheres que trabalham lá e poupar a vergonha dos homens flagrados em filmagens no clube".
Entre os clubes, há diversas formas de oferecer entretenimento, e as estruturas de taxas costumam variar. Uma cover charge (taxa de entrada, também conhecida como door charge) é habitual em muitos estabelecimentos, podendo seu valor variar conforme o dia da visita, a hora do dia, o gênero e outros fatores. Para tornar a cobrança mais aceitável aos clientes, alguns clubes incluem itens bônus no valor da entrada, como drink tickets que podem ser trocados uma vez dentro do estabelecimento. Outros clubes associam taxas de bebida à interação com as artistas. Quanto maior a bebida, maior o tempo permitido com a dançarina. Essa prática é mais comum em clubes de strip-tease europeus e em hostess clubs africanos ou asiáticos. A precificação da Champagne Room (onde o tempo com uma dançarina exótica em uma sala privativa pode ser adquirido) é uma variação desse mesmo conceito.

#### Operações
Nos EUA, as dançarinas de strip-tease são geralmente classificadas como trabalhadoras autônomas. Alguns clubes de menor porte podem pagar um salário semanal, mas na maioria dos casos a renda das artistas provém exclusivamente de gorjetas e outras taxas, que elas recolhem dos clientes. Em muitos estabelecimentos, as dançarinas devem pagar uma "taxa de palco" ou "taxa de casa" para atuar em um determinado turno. Nesses casos, as strippers recebem pagamentos na forma de gorjetas e remuneração por serviços específicos oferecidos pelo clube (como danças no colo). Muitos clubes também cobram uma porcentagem sobre as taxas de cada dança privada. Além disso, é costume –  e frequentemente exigido nos Estados Unidos –  que as dançarinas repassem uma parte (o "tip out"), geralmente ao final do turno, à equipe de apoio, como DJs, house moms, maquiadoras, garçons/garçonetes, bartenders e seguranças. Essa quantia pode ser fixa ou uma porcentagem dos ganhos. Para o cliente, a estrutura de taxas de um clube é determinada pela política da administração.
Em muitos clubes menores, uma mesma pessoa desempenha múltiplas funções, como bartender e gerente. Em casos extremos, uma única pessoa ocupa todas as funções de apoio dentro do estabelecimento. Alguns clubes contratam mulheres atraentes para integrar a equipe, atuando como bartenders e "shot girls", a fim de complementar as strippers – podendo ainda desempenhar funções de apresentação no palco ou de dança privada, conforme o estabelecimento. As posições de funcionários pagos são discricionárias. Embora a rotatividade possa ser alta, as leis trabalhistas padrão se aplicam e têm sido efetivamente exigidas por tribunais e órgãos reguladores. Um caso muito divulgado em 2010 nos EUA envolveu uma bartender grávida em Nova York, que alegou que o Cafe Royale, em Farmingdale, New York, discriminateu contra ela por considerar a gravidez "não sexy". A contratação de funcionários e artistas nos EUA é quase sempre voluntária, tanto por parte do clube quanto dos trabalhadores. Alguns clubes de strip-tease já organizaram feiras de emprego para suprir necessidades de pessoal. Embora não seja prática comum nos EUA, globalmente, mulheres são frequentemente compelidas a trabalhar como strippers com o conhecimento da administração do clube.

#### Marketing
A capacidade de atrair clientes de primeira viagem é crucial para o sucesso de uma casa noturna. Assim, promoções, publicidade e ofertas especiais são os meios típicos para comercializar um estabelecimento. As estratégias de marketing para clubes de strip-tease incluem a atração de novos clientes, o aumento da frequência de visitas dos clientes habituais e o fortalecimento do reconhecimento da marca. Os mercados-alvo podem abranger viajantes de negócios e convenções, profissionais locais e empresários. Estudantes universitários também compõem um mercado secundário. A publicidade é essencial para os clubes de strip-tease, mas as regulamentações locais e a reação do público podem dificultá-la. Por essa razão, clubes ao redor do mundo anunciam na internet. A publicidade pode incluir passes com desconto, tours virtuais pelo clube e divulgação dos horários das dançarinas.
A empresa norte-americana VCGH, Inc. utiliza uma variedade de métodos altamente segmentados para alcançar seus clientes, incluindo rádio local, caminhões de outdoor, internet, anúncios em jornais e revistas e eventos esportivos profissionais. Suas despesas com publicidade e marketing diminuíram cerca de 3,9% – US$2.805.260 em comparação com US$2.921.327 no ano encerrado em 31 de dezembro de 2008. Tais despesas representaram aproximadamente 5,1% da receita total em 2008 e 2009. Essa redução foi atribuída a uma mudança nos métodos publicitários, como a utilização de caminhões de outdoor para publicidade móvel em vez de alugar outdoors fixos. Em contrapartida, em documentos públicos apresentados à Securities and Exchange Commission (SEC) dos EUA, a Rick's Cabaret International reportou um aumento em seu orçamento publicitário de US$2.231.005 em 2008 para US$8.091.745 em 2009, passando de 3,9% para 10,8% da receita anual total.
Na cidade de Seattle, Washington, a franquia da cidade na Major League Baseball, os Seattle Mariners, inicialmente processou no King County Superior Court para impedir a abertura do cabaré Dreamgirls. Os advogados do time argumentaram que a existência do clube de strip-tease afetaria negativamente as famílias que visitam o estádio. A ação foi retirada após os Mariners chegarem a um acordo que incluía limites para publicidade externa, exibições em vitrines e letreiros – o acordo especificava que as telas de vídeo dos clubes exibiriam apenas texto nos dias destinados às crianças, e não imagens de strippers. Em maio de 2010, houve controvérsia pública após o clube ter exibido strippers em sua grande tela eletrônica no "dia das crianças". O Dreamgirls alegou que era responsabilidade do time informar quando tal exibição seria proibida.
Elite Cabaret, um clube de strip-tease da cidade de Tempe, entrou com ação em 2007 contra a cidade de Tempe em tribunal federal. No acordo alcançado, as partes encerraram o litígio em meio a diversas estipulações. Uma cláusula visava impedir a imagem ousada promovida pelos clubes de strip-tease: o estabelecimento não pode exibir o corpo humano na fachada, e os letreiros não podem conter termos como "nude", "topless", "girls" ou palavras similares – o letreiro pode conter apenas o nome do bar e termos como "cabaret" ou "gentlemen's club". A publicidade de clubes de strip-tease e a controvérsia a ela associada não se restringem aos Estados Unidos. Na África do Sul, a conhecida rede de clubes Teazers gerou ampla cobertura na mídia e reclamações oficiais à Advertising Standards Authority of South Africa (ASA) devido aos seus outdoors sugestivos.

## Direito e política
O status legal dos clubes de strip-tease evoluiu ao longo do tempo, com leis nacionais e locais tornando-se progressivamente mais liberais em relação ao tema, embora alguns países (como a Islândia) tenham implementado limites e proibições rigorosas. Os clubes de strip-tease são alvos frequentes de litígios em todo o mundo, e a indústria do sexo, que os engloba, é um tema polêmico na cultura popular e na política. Alguns estabelecimentos foram associados ao crime organizado, que é conhecida por usar negócios legítimos como fachada para operações ilegais.

### Américas
Com o sistema legal dos EUA baseado no direito consuetudinário, as motivações para ações judiciais podem variar desde fundamentos legais legítimos até casos movidos com a intenção de moldar a jurisprudência para favorecer os objetivos sociopolíticos de grupos de interesse especial. Clubes em todo o país contam com funcionários e clientes que supostamente se envolvem não só em atos sexuais nas instalações, mas também no uso de drogas e outras atividades criminalizadas. A frequência desses incidentes varia amplamente, dependendo das diferenças regionais nas atitudes da administração, artistas, clientes e das forças de segurança. Os clubes de strip-tease são obrigados a fazer cumprir limites de idade para entrada e consumo de álcool. Se um clube for constatado por ter servido álcool a uma pessoa menor de 21 anos nos EUA, sua licença para comercializar bebidas pode ser suspensa ou revogada por violações reiteradas. Licenças também podem ser perdidas em razão de evidências de uso de drogas no estabelecimento. Proprietários fecharam seus negócios como consequência da perda da licença para comercializar bebidas.
Uma ordenança local dos EUA amplamente citada é o Código Municipal de San Diego (Califórnia) 33.3610, que foi criada de forma específica e rigorosa em resposta a alegações de corrupção entre autoridades locais, Essa ordenança incluía contatos com a indústria do entretenimento de nudez. Entre suas disposições está a "regra dos seis pés", adotada por outros municípios, que exige que as dançarinas mantenham uma distância de seis pés dos clientes durante as apresentações. Clubes considerados totalmente nus podem estar sujeitos a requisitos adicionais, como restrições na venda de álcool e regras de "não toque" entre clientes e artistas. Para contornar essas regras, podem abrir dois bares "separados" –  – um sem top e outro totalmente nu – lado a lado. Em alguns estados e jurisdições onde é legal consumir, mas não vender, álcool, alguns clubes ainda permitem que os clientes tragam suas próprias bebidas.
Outras regras proíbem a "nudidade total" em certos distritos, o que pode variar entre áreas diferentes dentro da mesma cidade. Em algumas partes dos EUA, há leis que proíbem a exposição dos mamilos femininos ou mesmo das aréolas, exigindo que as dançarinas os cubram com pasties. Contudo, essas leis não costumam ser aplicadas à exposição dos mamilos masculinos. Gerentes, dançarinas e outros funcionários podem ser citados ou presos pelas autoridades locais ou federais por violar normas relativas à nudez, uso de drogas e outras infrações. Em fevereiro de 2010, a cidade de Detroit, Michigan proibiu seios totalmente expostos em seus clubes de strip-tease, seguindo o exemplo de Houston, Texas, que começou a aplicar uma ordenança similar em 2008. O conselho municipal de Detroit suavizou as regras posteriormente, eliminando a exigência do uso de pasties, mas mantendo outras restrições. Ambos os municípios foram noticiados por sofrerem com a incidência desenfreada de atividades ilícitas – incluindo prostituição – todas vinculadas aos estabelecimentos de striptease em seus limites. Detroit também chamou a atenção do governo federal por incidentes de tráfico de pessoas ocorridos em seus clubes de strip-tease. Em 2010, o estado do Missouri aprovou uma lei semelhante à de Houston e Detroit, proibindo a nudez total em clubes de strip-tease em todo o estado.
Clubes de strip-tease também receberam atenção nas Américas fora dos Estados Unidos. Houve várias tentativas de alterar a legislação canadense – a Immigration and Refugee Protection Act (IRPA), aprovada em 2001. A versão de 2009 do projeto de lei (Projeto C-45: An Act to amend the Immigration and Refugee Protection Act) continha disposições destinadas a restringir a emissão de vistos para dançarinas exóticas, com o intuito de combater o tráfico de pessoas. Em agosto de 2009, a cidade do Rio de Janeiro, enquanto disputava a Copa do Mundo de 2014, fechou um de seus clubes mais notórios, a discoteca Help. Havia planos de demolir o clube e "substituí-lo por um museu com tema musical", com a firma norte-americana Diller Scofidio + Renfro atuando como arquiteta, apoio dado pelo governador do Rio de Janeiro, Sergio Cabral, que também apoiava a candidatura para os Jogos Olímpicos de Verão de 2016. Em novembro de 2009, autoridades do Rio de Janeiro ameaçaram processar o comediante americano Robin Williams por comentários depreciativos feitos em um late-night talk show. Um de seus comentários sobre a candidatura olímpica – "Rio sentiu 50 strippers e uma libra de cocaína. Não foi muito justo, sabe?" – foi repetido diversas vezes em telejornais no Brasil, suscitando uma resposta pública do prefeito. O Comitê Olímpico do Rio fez com que seus advogados investigassem a possibilidade de um processo, mas nenhuma acusação foi apresentada.

### Reino Unido
Em 2009, o Reino Unido aprovou o Policing and Crime Act em resposta a preocupações com o aumento do número de clubes de strip-tease no país. Qualquer clube onde ocorra entretenimento ao vivo mais de 11 vezes por ano deve solicitar uma licença de local de entretenimento sexual junto às autoridades locais. Tais estabelecimentos são rotineiramente contestados por aqueles que afirmam que eles "rebaixam o padrão" dos bairros. A legislação provocou uma redução no número de estabelecimentos relevantes, de cerca de 350 no início dos anos 2000 para menos de 200, em todo o Reino Unido. Em 2014, foi formado o East London Strippers Collective para melhorar as condições de trabalho nos clubes de strip-tease, tendo como preocupações ambientes de trabalho mal conservados, práticas comerciais exploratórias – incluindo a cobrança de taxas, comissões e multas – e a falta de proteção e segurança no emprego.

### Resto da Europa
O governo irlandês já possuía, em determinado momento, categorias especiais de visto para "artistas", o que permitia o tráfico de mulheres para clubes de strip-tease e prostituição.
Em 2001, o ex-chefe de imigração em Cyprus foi considerado culpado por aceitar subornos para emitir permissões de trabalho a mulheres estrangeiras (neste caso, da Ucrânia), para atuarem como strippers em clubes, com algumas sendo forçadas à prostituição. Em todo os Estados Unidos, Reino Unido, França, Alemanha, Itália, Canadá e Holanda, estudos demonstraram que indivíduos russos e grupos de crime organizado estão importando mulheres da Rússia, Ucrânia, dos Estados Bálticos e da Europa Central para a indústria do sexo na Rússia, para atuarem em striptease, prostituição, serviços de peep e show, além de massagem e acompanhantes, entre outros.
Em março de 2010, a Islândia proibiu o striptease. A primeira-ministra Jóhanna Sigurðardóttir afirmou: “Os países nórdicos estão liderando o caminho na igualdade de gênero, reconhecendo as mulheres como cidadãs iguais em vez de mercadorias à venda.” O político responsável pelo projeto de lei, Kolbrún Halldórsdóttir, declarou: “Não é aceitável que mulheres ou pessoas em geral sejam tratadas como produtos a serem vendidos.”

### Resto do mundo
Fora dos Estados Unidos, os clubes de strip-tease costumam ser regulados de forma diferente. Atividades que são ilegais na maior parte dos EUA ou de seus territórios podem ser permitidas em outras regiões. Além disso, vínculos com elementos criminals (conforme definido pelo direito internacional) podem ser muito mais pronunciados.
Na Europa Oriental e na Ásia, incidentes comuns de crimes em clubes de strip-tease envolvem clientes que recebem um preço ao entrar no estabelecimento, apenas para descobrir mais tarde que a administração exige um pagamento muito maior antes que possam sair. Intimidação – e possivelmente a ameaça de violência – são utilizadas para obrigar os clientes a pagar.
O governo japonês, assim como os do Canadá e da Irlanda, possuía categorias especiais de visto para “artistas”. Isso permitia o tráfico de mulheres para clubes de strip-tease e prostituição.
Na África do Sul, houve controvérsia pública devido a incidentes de prostituição e violência relacionados aos seus clubes de strip-tease. Em junho de 2010, 17 clientes foram presos durante uma operação em um clube de strip-tease em Cape Town por cometimento de atos ilegais não especificados, e 35 dançarinas da Europa Oriental foram detidas por trabalharem no clube sem a documentação adequada.
Em 2008, o NSW Bureau of Crime Statistics and Research em Sydney, Australia relatou que 1.600 pessoas foram acusadas de cometer 27 tipos de infrações criminais em locais de culto no estado, enquanto apenas 282 pessoas foram acusadas dos mesmos delitos em estabelecimentos classificados como locais de entretenimento adulto. A análise estatística mostrou que 85 pessoas foram agredidas em locais de culto, em comparação com 66 em locais de entretenimento adulto. Incidentes de agressão sexual e comportamentos de assédio e intimidação foram maiores em locais de culto. O relatório incluiu igrejas, sinagogas, mosteiros, mesquitas, conventos, catedrais e capelas como locais de culto, enquanto os estabelecimentos de entretenimento adulto incluíam clubes de strip-tease, sex shops, bordéis, salões de massagem, clubes gays, casinos e clubes de jogos de azar. A interpretação do bureau foi que as pessoas têm a mesma probabilidade de serem agredidas ou roubadas na santidade de uma igreja quanto em locais da indústria do sexo.

## Impacto cultural
O clube de strip-tease como forma de entretenimento lascivo é um tema recorrente na cultura popular. Na mídia, esses estabelecimentos são retratados principalmente como pontos de encontro para vícios e má reputação. Tanto os próprios clubes quanto diversas características do negócio são destacadas nessas referências. O comediante Chris Rock também zomba da champagne room em sua faixa de spoken word, "No Sex (In the Champagne Room)", em seu álbum de 1999, Bigger & Blacker. Wyclef Jean posteriormente comentou a observação de Rock em sua própria reflexão sobre strippers, "Perfect Gentleman". Em 2016, a procissão fúnebre do rapper Shawty Lo parou em seu clube de strip-tease favorito, o The Blue Flame Lounge em Atlanta, onde frequentadores e enlutados homenagearam seu caixão com um momento de silêncio.

### Cinema, televisão e teatro
A imagem das strippers como conhecemos hoje evoluiu durante o final dos anos 1960 e 1970 nos EUA e em culturas internacionais que abraçaram o striptease americano. Nos anos 1980, a pole dance e as imagens altamente explícitas associadas às artistas atuais foram amplamente aceitas e frequentemente retratadas no cinema, na televisão e no teatro.

#### Anos 1980–1990
Além de vídeos menos conhecidos, como A Night at the Revuebar (1983), os anos 1980 também trouxeram filmes de grande circulação que abordavam as strippers e seu trabalho como parte central da narrativa. Entre estes destaca-se Flashdance (1983), que narra a história da trabalhadora da classe operária Alexandra (Alex) Owens (Jennifer Beals), que atua como dançarina exótica em um bar noturno em Pittsburgh, Pensilvânia, e trabalha em uma siderúrgica como soldadora durante o dia. Blaze (1989) apresenta Lolita Davidovitch no papel da notória stripper Blaze Starr, que inclusive faz uma participação especial no filme. Exotica (1994), dirigido por Atom Egoyan, se passa em um clube de dança privada canadense e retrata a obsessão de um homem (Bruce Greenwood) por uma stripper estudante chamada Christina (Mia Kirshner). Showgirls (1995) foi dirigido por Paul Verhoeven e estrelado por Elizabeth Berkley e Gina Gershon. Striptease (1996) é uma adaptação do romance estrelado por Demi Moore. The Players Club (1998) tem LisaRaye como protagonista, interpretando uma jovem que se torna stripper para conseguir dinheiro suficiente para ingressar na faculdade e estudar jornalismo.

#### Anos 2000–presente
Nos anos 2000, as visitas a clubes de strip-tease por personagens de filmes de ação tornaram-se uma ocorrência comum. Dancing at the Blue Iguana (2000) é um longa-metragem estrelado por Daryl Hannah, cujo elenco feminino pesquisou o tema atuando em clubes de strip-tease para criar personagens e enredos o mais realistas possível. The Raymond Revuebar the Art of Striptease (2002) é um documentário dirigido por Simon Weitzman. Los Debutantes (2003) é um filme chileno ambientado em um clube de strip-tease em Santiago. Portraits of a Naked Lady Dancer (2004) é um documentário dirigido por Deborah Rowe. Em Closer (2004), Natalie Portman interpreta Alice, uma jovem stripper recém-chegada a Londres dos EUA. Crazy Horse Le Show (2004) apresenta rotinas de dança do Crazy Horse, em Paris. I Know Who Killed Me (2007) tem Lindsay Lohan no papel de Dakota Moss, uma stripper sedutora envolvida nas maquinações de um serial killer, e inclui uma longa sequência de striptease em um clube. Em 2009, foi lançado um DVD intitulado "Crazy Horse Paris" com a participação de Dita Von Teese. Barely Phyllis é uma peça inspirada em Phyllis Dixey, que estreou no Pomegranate Theatre, em Chesterfield, em 2009. O filme "Megan and Andrew go to a Strip Club" (2011) destaca um clube de strip-tease, onde os personagens principais visitam um estabelecimento. Stripsearch (2001–) é um reality show australiano que acompanha o treinamento de strippers masculinos. Em Degrassi: The Next Generation (2007), no final da sexta temporada – intitulada Don't You Want Me – Alex Nunez recorre ao strip-tease após ela e sua mãe não terem dinheiro suficiente para pagar o aluguel.

### Locais notáveis
Um dos clubes de strip-tease mais famosos dos EUA está localizado na Rota 17 em Lodi, New Jersey. Foi destaque na série de televisão The Sopranos. O clube é, na verdade, um go-go bar que serve álcool com dançarinas e não oferece nudez. Conhecido na vida real como "Satin Dolls", é universalmente referido – inclusive na série – como "The Bada Bing". The Gold Club foi um clube de entretenimento adulto em Atlanta que ganhou atenção nacional devido às acusações contra vários de seus proprietários, gerentes e funcionários – um julgamento que atraiu depoimentos de diversos atletas profissionais renomados. O clube foi fechado após a condenação de seu proprietário e de vários gerentes e funcionários.
Sapphire Gentlemen's Club em Las Vegas é considerado o maior clube de strip-tease do mundo. Em 2006, foi vendido em leilão por US$80 milhões (equivalente a US$121 milhões em 2023). Tampa, Florida é amplamente reconhecida por seus clubes de strip-tease, incluindo o famoso Mons Venus. Howard Stern, apresentador de rádio e personalidade televisiva, menciona frequentemente o "Rick's Cabaret", que opera em diversas cidades. Bangkok e Pattaya na Tailândia são mundialmente famosas por seus bares go que oferecem uma variedade de serviços extras.

### Principais clubes
Dada a variedade de formatos e das leis que regem a operação de clubes de strip-tease ao redor do mundo, uma lista definitiva e objetiva dos principais estabelecimentos não é prática. A popularidade de um clube é um indicador de sua qualidade, assim como o boca a boca entre os clientes que visitaram uma amostra de estabelecimentos em diferentes regiões. Um artigo de 2013, publicado pelo portal AskMen.com, divulgou uma lista dos 10 melhores clubes de strip-tease do mundo. Segundo os critérios adotados – que incluíam estética, qualidade das artistas, serviços, entre outros – os principais clubes na época eram:
1. Playhouse Gentleman's Club, Warsaw
2. Night Flight, Moscow
3. Larry Flynt's Hustler Club, New York City
4. 4 Play Gentlemen's Club, Los Angeles
5. Spearmint Rhino, Las Vegas
6. Le Crazy Horse, Paris
7. Seventh Heaven, Tokyo
8. Temptations, Bristol
9. Wanda's, Montreal
10. K5 Relax, Prague